# 帖木儿帝国
帖木兒帝國（羅馬化：Timuriyān；帝國自稱為古爾卡尼（羅馬化：Gurkānī，直译：「女婿国」），或者被稱為圖蘭（羅馬化：Tūrān），是存在於1370年至1507年之間的穆斯林帝國。由巴魯剌思氏的後代突厥化蒙古人帖木兒所建立。
在帖木兒時期，突厥斯坦和呼羅珊正好經歷了伊斯蘭建築的輝煌時期，從15世紀末開始，察合台突厥語已成為突厥斯坦、花剌子模、克里米亞、喀山和亞塞拜然的高度文化語言。在帖木兒將撒馬爾罕定為首都後，工匠們從被佔領的土地中移居到撒馬爾罕。西班牙大使克拉維霍表示：撒馬爾罕共有15萬個藝術家家庭。因此十四-十五世紀期間的撒馬爾罕被認為是該國文藝活動的黃金時期。由於帖木兒及其繼任者統治期間皆在重點發展工藝和科學，這一時期也被稱為帖木兒黃金時期。1507年，帖木兒帝國被昔班家族的昔班尼攻陷而滅亡，進入布哈拉汗国時期。帖木兒帝國滅亡後，巴布爾先是逃亡到阿富汗，然後到達印度，並建立起蒙兀兒帝國；由此帖木兒帝國雖然被摧毀，但該王朝仍能以另一形式繼續統治下去。

## 帝國之民族起源

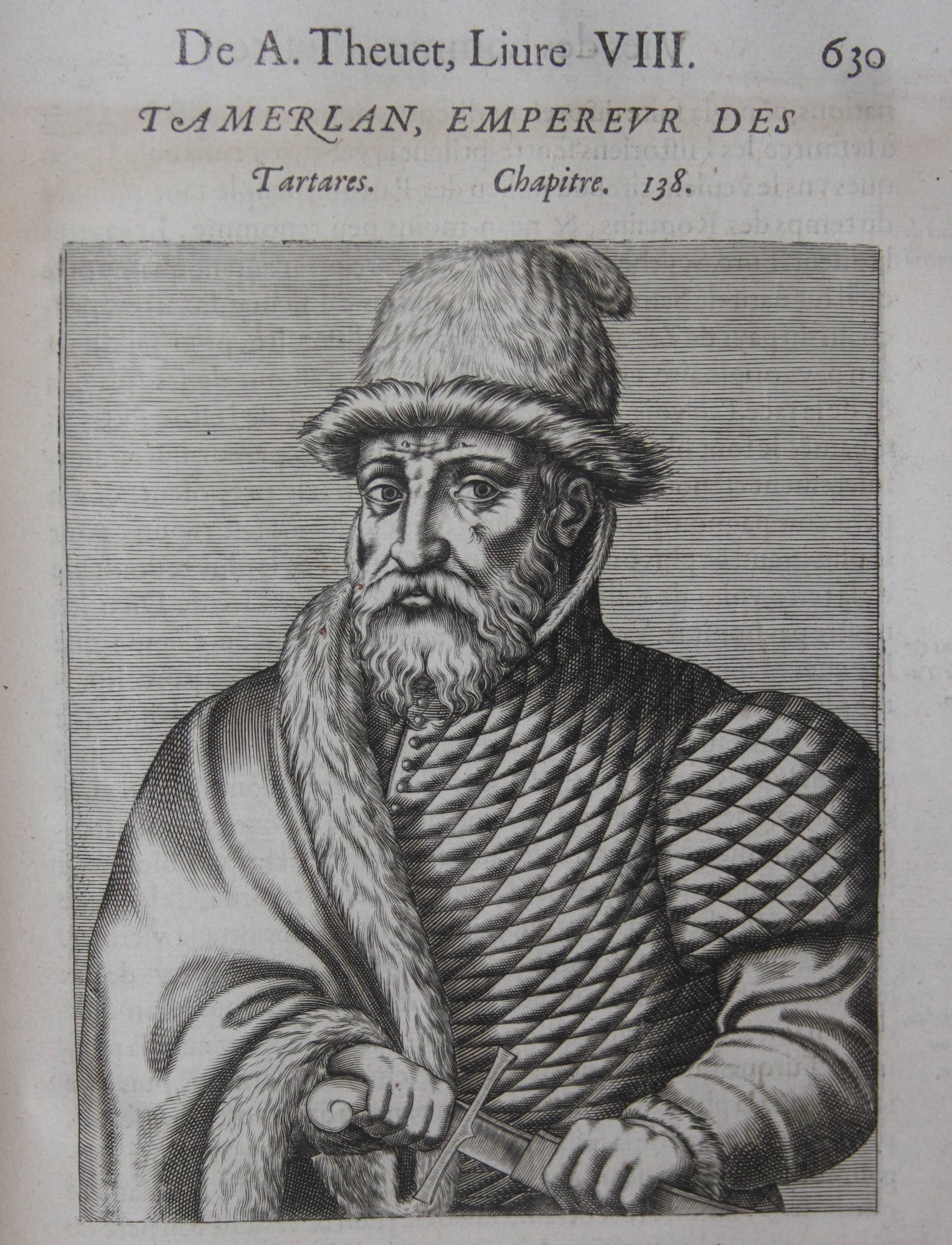
法國旅行家安德烈·特文（Andre Teven）的書中，對帖木兒帝國開國君王帖木兒有所描述。

帖木兒帝國名稱之來源是由帖木兒（羅馬化：Tēmür）所奠定。在察合台突厥語和蒙古語中，Temur或Temir一詞為「鐵」的意思。帖木兒來自巴魯剌思氏家族──一群居住在中亞的突厥化蒙古人。根據《蒙古秘史》紀載，他們是孛兒只斤氏的後裔。哈喇察儿·巴魯剌思氏是巴魯剌思氏的創始祖先。《蒙古秘史》是13世紀在窩闊台统治时期寫成的一部史詩作品，他表明了哈喇察儿·巴魯剌思氏也是成吉思汗的祖先、蒙古傳奇領袖孛端察儿的後裔。
由於他們與中亞當地居民的聯繫密切，有些人因此信奉了伊斯蘭教以外的其他宗教（如佛教、薩滿教）。這些密切的聯繫使他們在文化上受到影響並相互融合。出於以上的原因，具有蒙古血統的巴魯剌思氏除了使用蒙古語外，還廣泛地使用察合台語（一種源自回鹘語的突厥語；受阿拉伯語和波斯語影響，是現代烏茲別克語和维吾尔语的起源）。
然而，帖木兒並非成吉思汗的直系後裔（而是旁系，下一行會進一步解釋）。為此，按照當時的規矩，可汗的稱號他是無緣接受了，取而代之的，是埃米爾的稱號。1370年，帖木兒被證明與成吉思汗有血緣關係，並獲得了「古尔卡」的稱號。「古尔卡」（kurugen也音译为「古列干」），或波斯語版本hurgen，意謂「新郎」。這意味著與成吉思汗黄金家族有血緣關係的帖木兒可以自由地在自己的家族中生活和行動。因此，他除了被以帖木兒之名命名之外，在帖木兒帝國的文獻中，他也被稱為古爾卡尼（Gurkānī）。

## 帖木兒統治期間與戰爭
帖木兒出生於1336年，撒馬爾罕附近的渴石。該地區在1300年代仍在蒙古帝國（察合台汗国）的統治之下。當時的社會環境為突厥人和蒙古人混居的狀態。作為這種結構的體現，已經深受突厥文化影響的蒙古人，在當地的精神環境影響下開始皈依於伊斯蘭教。帖木兒所屬的部落也受到這種環境的影響。

### 在河中地區的第一年與征服

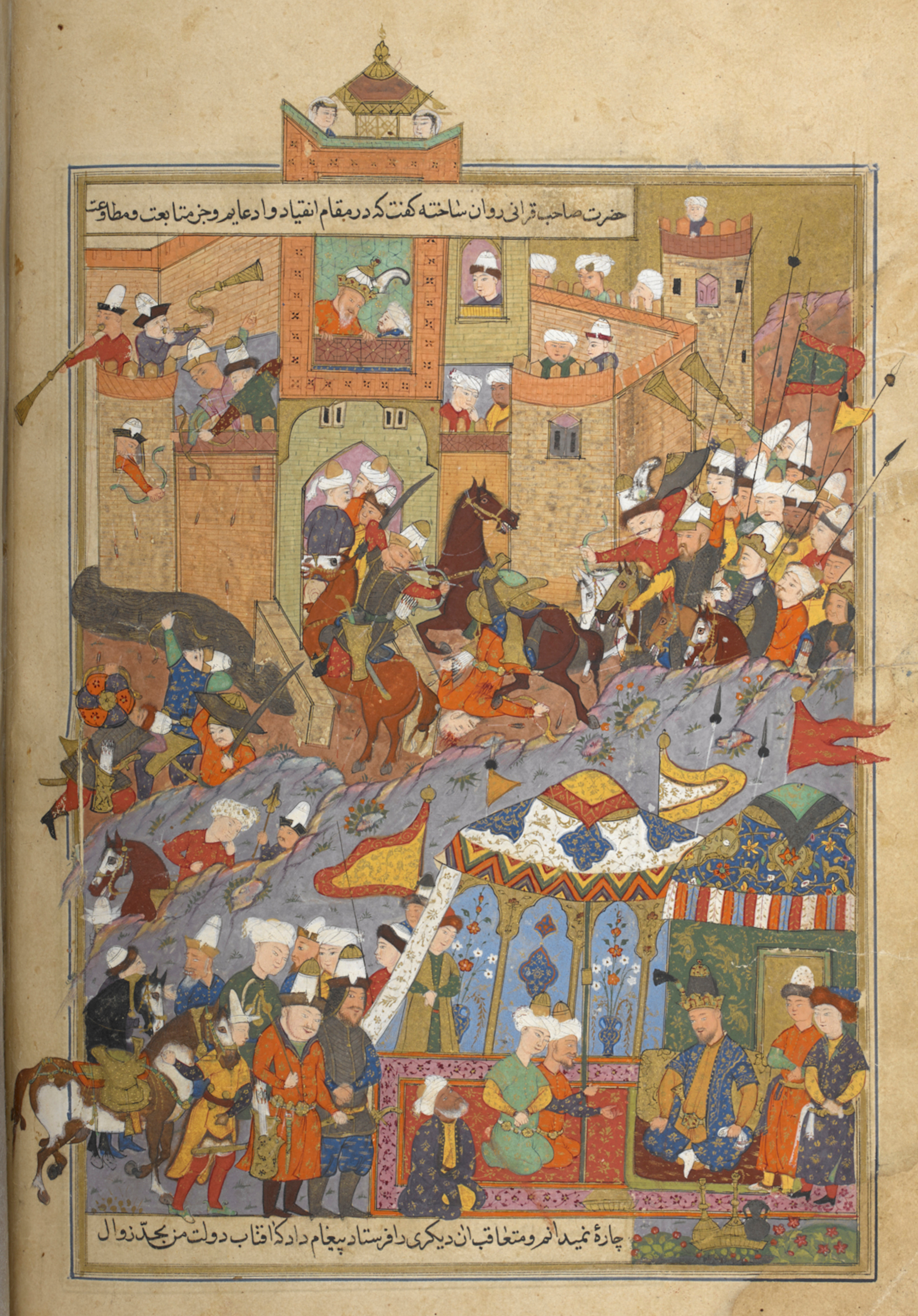
1370年於巴爾赫戰役中的帖木兒。該圖由羅扎特·薩法所繪製，目前收藏於大英圖書館。

帖木兒還很年輕時，統治東突厥斯坦的伊犁蒙古人的統治者圖格魯克·帖木兒於1360年來到河中地區。雖然有些貝伊離開了該地區，但帖木兒自己並沒有跟著離去，並說他受制於圖格魯克·帖木兒。作為回報，他父親管轄的凱什市及其周邊地區送給了他。
圖格魯克·帖木兒將河中地區的管理權交給了他的兒子伊利亞斯·霍賈，並任命帖木兒為他做事。待在伊利亞斯·霍賈身邊的帖木兒由於曾因此受到虐待，他隨後便跑到了阿米爾·卡扎加的孫子阿米爾·侯賽因那邊。他們在逃往呼羅珊時被土庫曼人抓獲，並在馬漢監獄關押了足足60天方被獲釋。在得到桑賈里部落首領穆巴拉克沙的幫助後，他們約好會再次見面之後就離開了。然而，當帖木兒面對處境艱難的錫斯坦統治者馬利克·法赫拉丁（Malik Fakhraddin）的呼救時，他們仍帶著千人人馬前去支援。如果馬利克·法赫拉丁沒有兌現那時的諾言，錫斯坦人便會擋住他們的去路。在這次的戰鬥中，帖木兒的右手受到了箭傷。據信帖木兒的腿也在該場戰鬥中受傷了。在他傷口癒合後，帖木兒跟侯賽因再次來到河中地區的提爾米茲。後來他們從伊利亞斯·霍賈的手下奪走了巴爾赫和凱什的城市後，他們召開了一次代表大會並宣布圖瓦汗的孫子之一卡比爾沙·奧格拉為可汗。在帖木兒、侯賽因持續戰爭了不久，他們成功佔領了河中地區。通過與帖木兒的聯姻，這兩個朋友與侯賽因的妹妹烏爾凱·圖爾坎·阿格哈（Ulcay Turkan agha）發生了關係。然而在1365年後，他們的友誼逐漸降溫。帖木兒和侯賽因隨後在河中地區爭奪權力。阿米爾·侯賽因以阿迪爾汗的名義宣戰。作為回應，帖木兒將成吉思汗王朝的蘇尤爾加特米甚汗（Suyurgatmish khan）帶上了王位，並與阿米爾·侯賽因作對。1370年，被圍困在巴爾赫的阿米爾·侯賽因因殺害許塔蘭統治者阿米爾·凱霍斯羅夫的兄弟而被捕並被殺害。之後，帖木兒統治了整個河中地區。阿米爾·侯賽因的後宮和寶藏紛紛傳到帖木兒手中。阿米爾·侯賽因從後宮中挑選出來的女士中，有喀山蘇丹的女兒薩拉·穆爾克·卡努姆。有了這段婚姻之後，帖木兒便順理成章地獲得古爾坎的稱號，並可自稱是可汗家族的女婿。

### 帖木兒進軍花剌子模

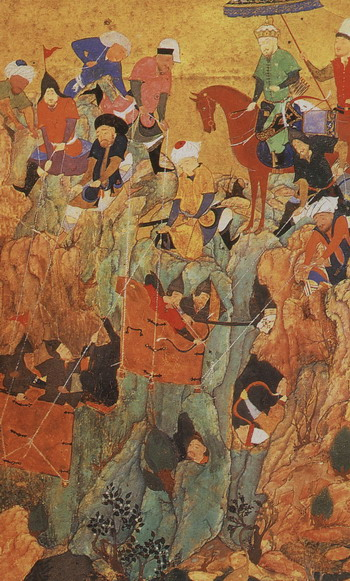
帖木兒的軍隊。由卡瑪拉丁·貝扎德所繪，繪於十六世紀

北部和西部的花剌子模屬於金帳汗國，卡特和希瓦屬於察合台汗國。在成吉思汗的後裔蘇尤爾加特米甚汗登基後，帖木兒也代表察合台汗國統治了這個國家。帖木兒對花剌子模地區最大的城市：卡特和希瓦很感興趣，不過這些城市都在科尼亞拉特所分配的Tengudey之子手中。帖木兒派使節到由他掌控的侯賽因·蘇菲那裡，要求將這兩座城市歸察合台汗所有。對此，侯賽因·蘇菲說：他是用劍奪取了這些地方，所以只有用劍才能從他手中奪回這些地方。之後，帖木兒便如他所願，向他們進軍。卡特最先被征服，周圍地區被跟著洗劫一空。整個花剌子模地區隨即遭到圍困，但在侯賽因·蘇菲在圍攻期間死亡，並由他的兄弟尤西夫·蘇菲接替的消息傳出來後，帖木兒便即刻止戰。
後來，月即別決定將帖木兒的長子賈漢吉爾·米爾扎嫁給烏茲別克汗（Uzbek Khan）的後裔、綽號為汗扎德（Khanzade）的蘇雲·貝克·卡努姆（Suyun Bek khanum）。1373年，帖木兒再次進攻花剌子模。這次出軍的原因是尤西夫·蘇菲不信守諾言，並派軍隊到卡特省摧毀它，使它的人民陷入困境。尤西夫·蘇菲得知帖木兒正朝著花剌子模的方向前進，驚慌失措地立刻同意派太子盡快求和，並開始籌備婚禮。由於這次婚姻，帖木兒的長子賈漢吉爾·米爾扎也成為了可汗家族的新郎。賈漢吉爾·米爾扎和花剌子模事件之後，皮兒·馬黑麻出生，他被帖木兒任命為帖木兒帝國的王位繼承人。
1379年，花剌子模問題再次爆發。花剌子模的統治者尤西夫·蘇菲想利用帖木兒在東部的佔領，向布哈拉及其周邊地區派遣軍隊。儘管帖木兒派了使者試圖議和，尤西夫·蘇菲還是俘虜了這個使者。之後，帖木兒便進攻並圍攻尤西夫·蘇菲長達三個月之久。由於尤西夫·蘇菲病逝，蘇萊曼·蘇菲接替王位後便立刻與帖木兒達成協議，戰爭再一次結束。至此，花剌子模地區歸屬帖木兒的統治之下，但不久之後，在脫脫迷失的影響下，蘇菲家族再次反抗帖木兒。在這段期間「弘吉剌部」仍在統治著花剌子模，蘇菲家族同樣也屬於「弘吉剌」的一部分。他因與欽察汗國鄰近而著稱。脫脫迷失的母親就屬於這個家族。這個王朝的埃米爾在欽察汗國也享有盛譽。甚至阿里·貝也是Kongurat Tokhtamish的首席貝伊。儘管帖木兒在1371年至1379年間，四次遠征花剌子模，將該地區征服，但那時他並沒有完全征服了蘇菲家族和諸多「弘吉剌」成員。在恢復其地位之後，托赫塔米甚汗臣服於帖木兒，而他在1388年再次進軍花剌子模，這一次，他徹底摧毀花剌子模並征服之。

### 帖木兒進軍呼羅珊

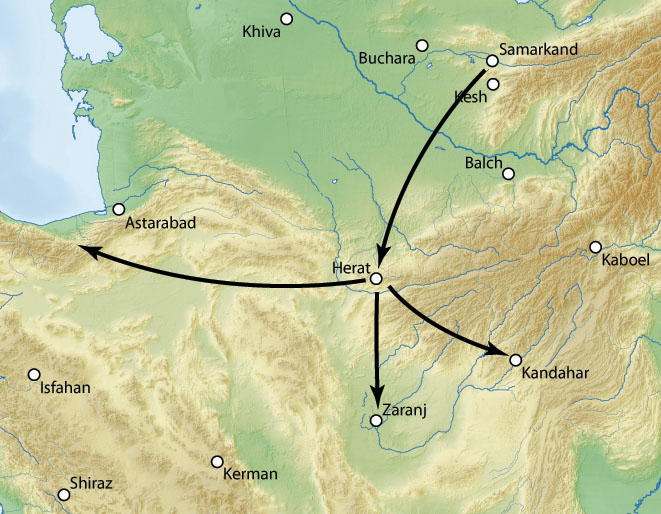
帖木兒進軍呼羅珊之進攻路線

在解決了花剌子模問題後，帖木兒即向正處分裂狀態的伊朗地區進軍。當時，這些國家都在於阿姆河以西。呼羅珊與赫拉特中心Kert（1245-1383）皆乃如此；呼羅珊西部的薩爾巴達人，以薩卜澤瓦爾為中心；巴斯塔姆、達姆甘和塞姆南由托加·帖木兒統領；法爾斯和克爾曼周圍的征服者，以設拉子為中心（1294-1393）；札剌亦兒國統治著阿拉伯伊拉克、阿賈姆伊拉克和亞塞拜然，其首都在巴格達。很快地，帖木兒便統一了從卡哈特州到謝赫帖木兒的所有地區。
1380年，帖木兒攻占了被柯特斯統治的赫拉特。然後他向呼羅珊西部前進，佔領了薩爾巴達人的中心薩卜澤瓦爾。1381年，統治多加（Togha）的阿米爾·瓦利（Amir Vali）襲擊了帖木兒（Teymurlus）並佔領了埃斯法拉延（Isfara），並向阿斯特拉巴達（Astrabad）進軍。在帖木兒撤退之後，阿米爾·瓦利再次控制了他的國家，但在1384年，帖木兒捲土重來之後，他往亞塞拜然的方向逃走了，他的國家便再次成為了帖木兒帝國的一部分。

### 三年行軍

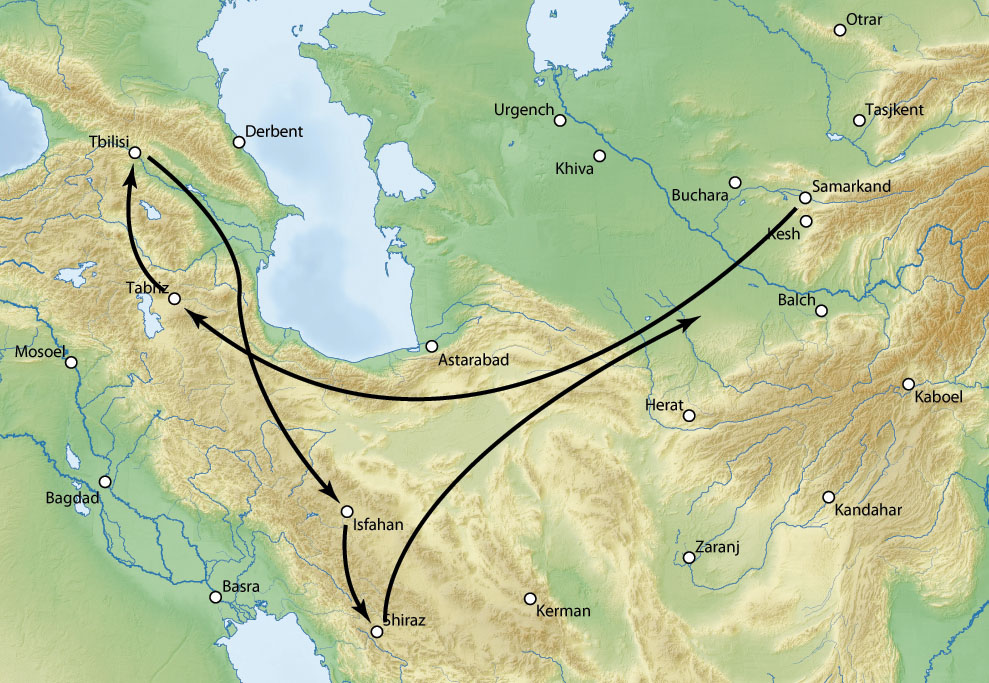
帖木兒三年進軍的路線

在呼羅珊行軍期間了解了伊朗的大致局勢後，帖木兒決定於1386年接管該地區並從撒馬爾罕出軍。洛雷斯坦總督馬利克·伊澤丁以襲擊前往朝覲的商隊為藉口，俘虜了他和他的兒子們，並將他們送往撒馬爾罕。後來他從這裡往亞塞拜然方向移動。帖木兒收到消息，說巴格達的統治者艾哈邁德·賈拉伊爾蘇丹正在向大不里士進軍，但當艾哈邁德·賈拉伊爾蘇丹知道帖木兒將會來找他之後，逐返回巴格達。因此，大不里士便成了帖木兒的囊中物。在大不里士度過一個夏天後，帖木兒襲擊了喬治亞人，藉以激怒他們。他摧毀了蘇爾馬利和卡爾斯的堡壘。在控制了納希契凡和卡爾斯之後，他進入了提比里斯。在進攻喬治亞期間，他沒有殺害當時是穆斯林的喬治亞人，並獎勵他們。考慮到這一點，他來喬治亞的目的，是出於於帶有挑釁的誠意。佔領提比里斯後，帖木兒征服了希爾萬周圍的領土，並回到卡拉巴赫過冬。帖木兒於1387年進攻伊斯法罕。在伊斯法罕，首先是城裡的重要人物、賽義德、學者們會晤帖木兒，並同意讓城市贈送物資給他以換取太平。後來由於伊斯法罕發生起義，帖木兒反過頭來協助鎮壓，起義逐被鎮壓。
佔領伊斯法罕後，帖木兒向設拉子進軍。他在征服設拉子的時候，聽到了脫脫迷失派軍隊趁亂來犯的消息，撒馬爾罕周圍是一片混亂。最後，帖木兒以徹底征服設拉子，穆罕默德·穆紮法爾（Mohammad Muzaffar）及其兒子被暗殺，設拉子後來向阿米爾扎德·奧馬爾·謝赫（Amirzadeh Omar Sheikh）投降而告終。

### 帖木兒進軍金帳汗國

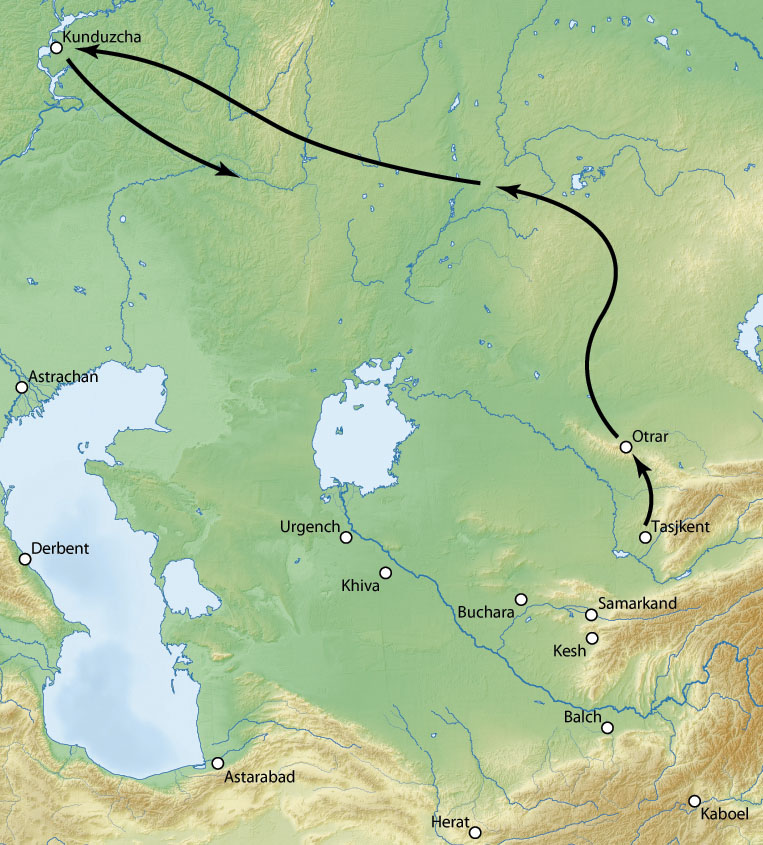
帖木兒進軍庫曼汗國之路線

當帖木兒進軍花剌子模時，蒙兀兒人利用他不在的空檔，襲擊並洗劫了河中地區。1375年底，帖木兒襲擊了杜格拉特的埃米爾凱馬拉德，但因嚴冬因素使他被迫返回撒馬爾罕。1377年，他再次發動進攻，這次，蒙古埃米爾被擊敗並逃之夭夭。
成吉思汗之子朮赤的後裔脫脫迷失的父親禿亦火者幹黑蘭被白帳汗國的統治者兀魯斯所殺後，脫脫迷失於1376年來到撒馬爾罕，並在帖木兒那裏避難。在得到帖木兒的支持後，脫脫迷失於1377年佔領了東庫曼汗國，並於1380年奪到欽察汗國的統治權。當他得到權位之後，帖木兒便忽視了他的幫助，並開始將他視為小人物。
事後，帖木兒要求花剌子模，讓欽察汗國回到昔日的疆域。這一要求導致了脫脫迷失與帖木兒的關係變得緊張。1386年，脫脫迷失毫不猶豫地進攻帖木兒治下的亞塞拜然，同年，趁著帖木兒無暇後故之際，擊敗了他的兒子奧馬爾·謝赫，並掠奪了河中地區。
帖木兒在進攻脫脫迷失之前，先向花剌子模前進。1388年第五次進入花剌子模的帖木兒對脫脫迷失最重要的支持者之一之Konqurat議員造成了沉重打擊，並摧毀了一個重要的對手。他佔領了烏爾根奇並將其人口遷移到撒馬爾罕，隨後他摧毀了烏爾根奇並下令種植大麥。這座城市之後便一直處於荒廢，直到1391年帖木兒向欽察汗國進軍。他下令在進軍欽察汗國期間要立刻重建好該城市。
1390年，帖木兒開始從撒馬爾罕進軍，向金帳汗國前進。當他們到達訛答剌附近的加拉斯曼地區時，脫脫迷失的使節到了。會見期間，大使們為脫脫迷失道歉。對此，帖木兒表示他不喜歡脫脫迷失，也不信任他。1391年2月22日，帖木兒出於安全目的，事先逮捕了大使後再繼續進軍。經過長途跋涉之後，他在1391年6月20日遇到了脫脫迷失的軍隊。在此期間，他的軍隊克服了嚴重的飢餓和口渴。帖木兒將他的軍隊分成七個部分，而不是以往的三個部分。經過一番艱苦的戰鬥，帖木兒勝利，脫脫迷失得以成功逃脫。帖木兒的軍隊摧毀庫曼汗國的計劃失敗了。

### 五年行軍

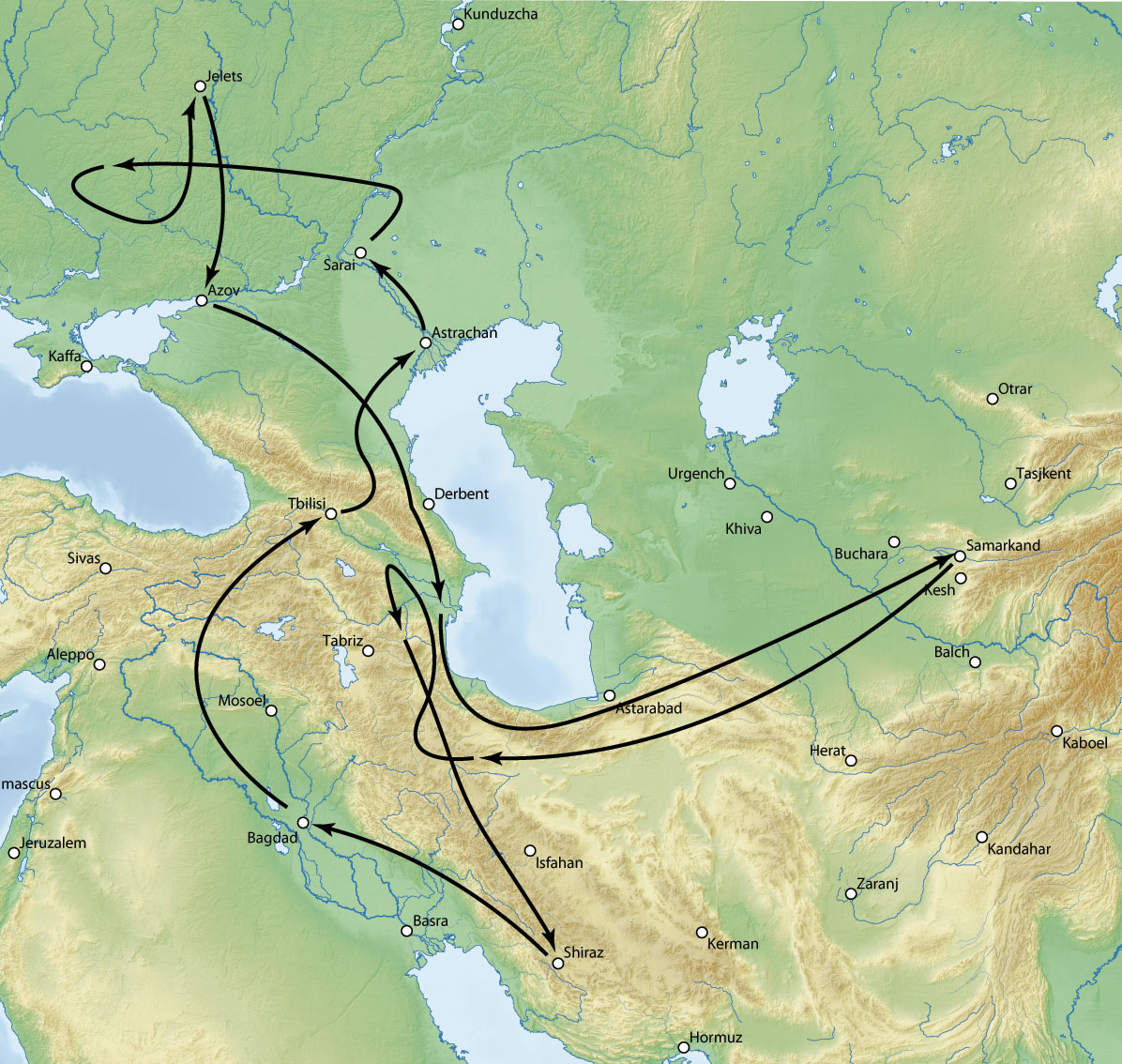
帖木兒的五年戰爭之路線

在進軍庫曼汗國期間，伊朗的一些地方利用帖木兒不在的時候反抗他。帖木兒派他的手下到那裡，讓他們集結軍隊準備戰鬥。1392年6月，他來到布哈拉。他從這裡越過阿姆河並進軍到馬贊德蘭，並制服了那些敵對的統治者。後來他又從這裡到伊朗南部，推進到莫扎法爾王朝那裡，襲擊那些反抗者。沙曼·蘇爾在沒有得到帖木允許的情況下收回設拉子。1393年3月，帖木兒發動進攻。沙曼·蘇爾與該王朝的所有人員全被徹底擊敗並被其俘虜、殺害。該地方後來割給奧馬爾·謝赫（Omar Sheikh）。
征服馬贊德蘭和波斯後，帖木兒於1393年8月向巴格達方向進軍。札剌亦兒王朝那邊，札剌亦兒的最後一位蘇丹謝赫·阿赫默德收到了來自帖木兒的寶貴禮物，並希望他能接受。由於他害怕帖木兒，蘇丹謝赫·阿赫默德接受了，但由於他沒有實力擊退他，他便逃到馬木路克蘇丹國的大馬士革。為此，帖木兒先往巴格達進軍。當他佔領巴格達後，他即向埃爾津詹埃米爾、黑羊王朝和白羊王朝的貝伊以及錫瓦斯-開塞利地區的加齊·布爾哈內丁派遣使者示好。他還派遣了一名特使前往馬木路克蘇丹國。然而，帖木兒沒有等使節的回應就繼續進軍，相繼佔領了摩蘇爾、馬爾丁和迪亞巴克爾，並到達了凡湖以北的阿拉達加。在此期間，埃爾津詹的埃米爾來到塔哈騰並宣布服從於帖木兒帝國。馬木路克蘇丹則殺死了帖木兒的特使。帖木兒因此決定向敘利亞方向進軍，但由於加齊·布爾哈內丁的努力，巴耶濟德一世、巴庫克蘇丹、脫脫迷失和加齊·布爾哈內丁之間形成了反帖木兒聯盟。在前往埃爾斯倫時，帖木兒原路折返，他認為馬木路克軍隊不會留在北方的脫脫迷失軍隊中，便轉身向脫脫迷失進攻。
折返之後，他首先去征服喬治亞，原因是巴格拉特國王不再效忠於帖木兒並叛亂。巴格拉特背叛之後，帖木兒進入提比里斯，劫掠並摧毀了卡爾特利和卡赫季之間的整個地區。基督教的神職人員和紀念碑皆遭到襲擊。卡爾特利的所有山谷中都發生了屠殺、劫掠。
儘管聯盟在1391年的昆都士戰役中戰敗，在庫曼汗國的脫脫迷失·馬穆魯克軍隊仍保存了一些實力，他們隨後派使節前往貝爾喬卡並與帖木兒試圖議和。作為報復，帖木兒在馬爾丁和迪亞巴克爾發動襲擊，越過傑爾賓特並洗劫了希爾萬。萬事俱備之後，已經控制喬治亞的帖木兒在1395年2月，對脫脫迷失發動了進攻。1395年，帖木兒決定要一勞永逸地擊敗脫脫迷失，他們在捷列克河畔會面。作戰之時，帖木兒形成了一個包圍網，隨著這個圈子的縮小，他的軍隊獲得了優勢和機會。帖木兒為他的軍隊中的婦女穿上軍裝，並讓她們在捷列克河上來回跨河三天，他和他的士兵則在後來渡過對岸的河流，將脫脫迷失的軍隊打得潰不成軍。雖然帖木兒擊敗了脫脫迷失，但仍然無法俘虜之。為了防止脫脫迷失可以再次重新集結並反攻帖木兒帝國，他向聶伯河進軍，掠奪了支持脫脫迷失的所有部落，並將他們流放到巴爾幹半島。之後，帖木兒繼續推進，並在沒有受到嚴重抵抗的情況下攻占了阿斯特拉罕和新薩萊。帖木兒這次的行軍對欽察汗國造成了巨大的打擊，因為他幾乎摧毀了欽察汗國的所有力量。

### 帖木兒進軍印度

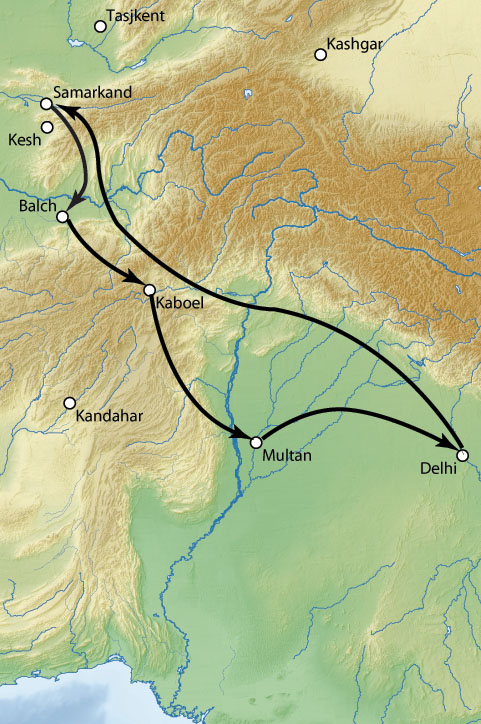
帖木兒進軍印度之路線

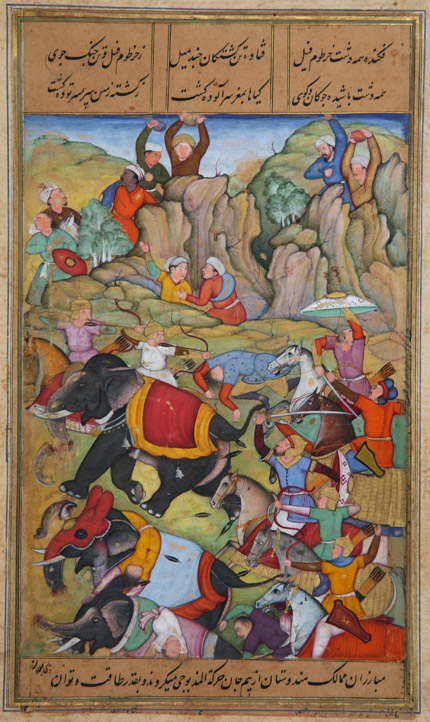
該圖敘述了1398年，帖木兒與德里蘇丹納希爾丁·穆罕默德戰鬥的場景。

帖木兒於1398年3月開始對印度發動戰爭。雖然這次進軍很明顯地，是對不信者的一場聖戰，帖木兒打算利用這場戰役，獲得源源不絕的財富，來資助他日後的戰爭。在帖木兒的軍隊越過印度河和奇納布河後，他向旁遮普省和信德省的中心德里推進。德里是旁遮普省和信德省的首府，由圖格魯克王朝的蘇丹納希爾丁·穆罕默德統治。
陪同帖木兒的占星師說，這將是他第一場戰敗，但帖木兒沒有把這句話聽進去。古蘭經中已有啟示，並出現了承諾勝利和征服的詩句。帖木兒在德里附近與納希爾丁·穆罕默德的軍隊對戰，並大敗德里蘇丹的軍隊。然穆罕默德終究逃過了一劫。帖木兒的軍隊隨後進入德里，並將之洗劫一空。落入帖木兒手中的戰利品數量如此之多，以至於連同90頭大象都被一併帶回。
藝術家、建築師和畫家被帶到帖木兒帝國首都撒馬爾罕，並在那裏創作他們的作品。其中，泥瓦匠和石匠被帖木兒分配到薩馬爾罕，來建造卡比爾清真寺，以期能圓滿凱旋歸朝。裝飾有圖案的石頭和來自印度教寺廟的物品被運到撒馬爾罕，用於建造紀念碑。
帖木兒持續追擊印度教徒一直到恆河邊。據說，那些印度教徒在恆河岸邊被殺之後，河水因而被染紅了。歷時十二個月的行軍返回撒馬爾罕後，帖木兒在此稍作修養之後，然後又開始向西進軍了。

### 七年行軍
帖木兒在1399年又再次往向西進軍的原因，是因為亞塞拜然的壞消息的，並且是關於他的三子米爾沙的壞消息。在他成為呼羅珊的統治者後，於1393年被任命為呼拉古汗王位並被帶去統治亞塞拜然及周邊地區，但他並沒有跟隨其父參加印度戰役。帖木兒還收到有關伊朗和亞塞拜然地區出現權力真空及挪用國家財產的消息，他甚至還炸毀了著名歷史學家拉施德丁的墳墓，並將他的遺骨埋葬在猶太人墓地。
出於這個原因，帖木兒在從印度戰役凱旋四個月後便開始了新的戰爭。雖然被稱為七年戰爭，但實際上僅歷時五年，但也是帖木兒進軍最久一的一次。帖木兒在1399-1400年的冬天都在卡拉巴赫度過。在鞏固了對亞塞拜然、喬治亞和伊拉克的控制權後，他來到賓格爾。之後，帖木兒攻占敘利亞和安納托利亞就不存在任何障礙。

#### 帖木兒征服錫瓦斯
帖木兒和巴耶濟德一世之間的主要問題之一是埃爾津詹的統治者塔哈騰的問題。塔哈騰在早些時候的帖木兒進軍期間便臣服於他。1399年，巴耶濟德一世吞併了Kahte、Divrigi和Darende的堡壘，尤其是馬拉蒂亞。因此幼發拉底河沿岸的土地就落入了鄂圖曼帝國的手中。塔哈騰同意向巴耶濟德一世繳貢，但他不會將Kemah讓給鄂圖曼帝國。眾所周知，他這樣做只是為了延長時間。承認塔哈騰政府的帖木兒表達了巴耶濟德一世的願望，並表示不滿。
塔哈騰抵達他的接待處兩天后，帖木兒便抵達了錫瓦斯。帖木兒的軍隊由卡拉·尤魯克·奧斯曼·貝伊和塔哈騰領導。錫瓦斯城被高高的城牆包圍著，其南邊有一條河溝。雖然似乎不可能從這邊越過其堡壘，但西側被認為適合這項工作，後來圍攻便開始了。他們在城下挖了一條隧道，其市民直到後來才知道。鄂圖曼歷史學家伊本·卡邁勒（Ibn Kamal）寫道：帖木兒的士兵從早到晚不停地圍攻，就好像他們從來不吃不喝一樣。隧道的挖掘後來產生了結果，該市在看到任何抵抗皆毫無意義後，便被迫投降了。帖木兒進入錫瓦斯後承諾不會再做無謂的犧牲。拿下錫瓦斯後，他把三四千名亞美尼亞人埋在自己挖的一個大坑里，並表示他信守了不會讓人們流血的諾言。由於麻風病在突厥斯坦並不為人所知，麻風病患者便在帖木兒的命令下被殺死，以防止這種疾病傳染到他們身上。巴耶濟德一世的兒子持續守衛著錫瓦斯，直到幾天後被殺為止。
在帖木兒到錫瓦斯後，由於並沒有取得太大的進展，所以他前往敘利亞。儘管攻陷了錫瓦斯，馬拉蒂亞仍處於鄂圖曼帝國的控制之下。由於他不想在他身後留下一個不受控制的地方，所以他便離去並放生了馬拉蒂亞，然後繼續向南移動。可能是因為帖木兒是透過攻下錫瓦斯和馬拉蒂亞來抓獲巴耶濟德一世但未果的因素。因此，帖木兒在取得錫瓦斯後寫給巴耶濟德一世的信中寫道：他應該從錫瓦斯的事件中得出結論，他是埃爾卡尼德人的後裔，對於最小的人服從於長者是很重要的。
錫瓦斯的淪陷是帖木兒和巴耶濟德一世之間鬥爭的一個重要階段。在這裡，帖木兒第一次佔領了隸屬鄂圖曼帝國統治的地區。錫瓦斯被攻陷的消息傳到巴耶濟德一世的耳中後，他停止了對君士坦丁堡的圍攻，並把軍隊送到了安納托利亞。由此可以假設出巴耶濟德一世認為帖木兒會進軍安納托利亞。於是，巴耶濟德一世便來到開瑟里，等待帖木兒的到來。

#### 與馬木路克蘇丹國的戰爭

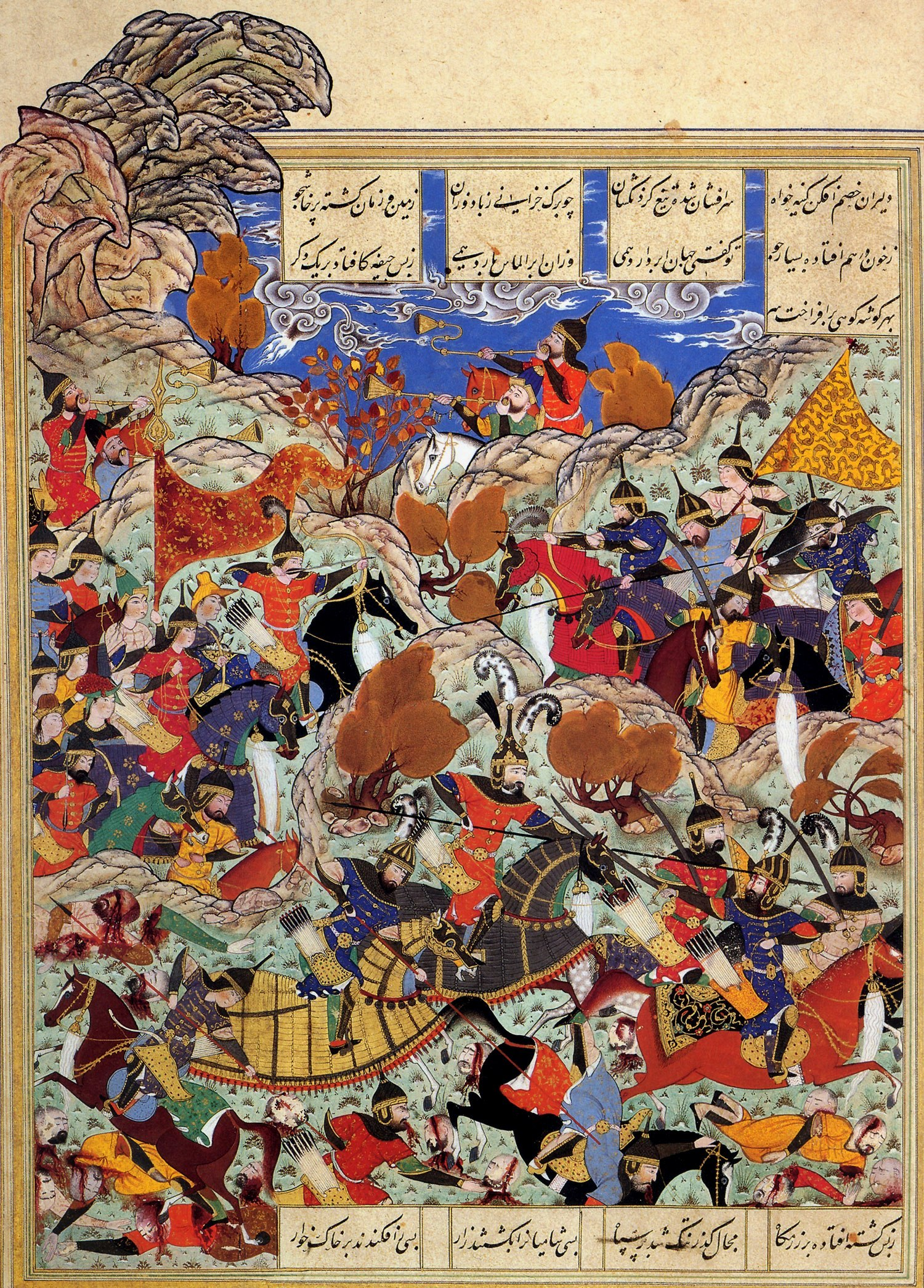
該圖描繪帖木兒和蘇丹為此，阿米爾·泰穆爾派使節到剛剛即位的蘇丹法拉賈那裡，要求他釋放阿特拉姆，但使節一到阿勒頗就被逮捕了。之間的戰鬥場景。該圖由卡馬拉丁·貝扎德所繪

在帖木兒攻陷錫瓦斯後，他開始向南的方向，進軍馬木路克蘇丹國。帖木兒知道在馬木路克蘇丹Bergog死後該國即陷入動盪，於是希望在會見巴耶濟德一世之前，好好利用這個時機。當帖木兒征服巴格達時，他派往蘇丹Bergog的特使被殺，被卡拉·優素福逮捕的阿夫尼克統治者阿特拉姆什被派往開羅。為此，帖木兒派使節到剛剛即位的蘇丹法拉賈那裡，要求他釋放阿特拉姆，但使節一到阿勒坡就被逮捕了。當時，在馬拉蒂亞的帖木兒攻克了貝希尼和加吉安特，並直逼阿勒坡。當他到達阿勒坡時，他遇到了馬木路克軍隊。帖木兒隨即決定戰鬥，並利用他軍隊中擁有大象的優勢，於最終贏得勝利。帖木兒的部隊輕鬆地佔領了阿勒坡。城裡隨後發生了搶劫和屠殺。
到了1401年1月，帖木兒先後攻占阿勒坡、哈馬和庫姆斯，逼近大馬士革。馬木路克軍隊被擊敗。 蘇丹法拉賈離開這座城市並逃往開羅。倖存者在大馬士革堡壘避難。當大馬士革被圍困時，一個代表團到達並試圖拯救這座城市，包括伊本·赫勒敦在內。帖木兒熱情地歡迎伊本·赫勒敦。他們與帖木兒討論了馬格里布的局勢、歷史和其他相關問題。帖木兒相當尊重伊本·赫勒敦，甚至允許他返回埃及。
隨著欽察汗國跟馬木路克蘇丹國相繼敗戰之後，只有鄂圖曼帝國仍然是帖木兒帝國的強大對手。

#### 帖木兒和巴耶濟德一世

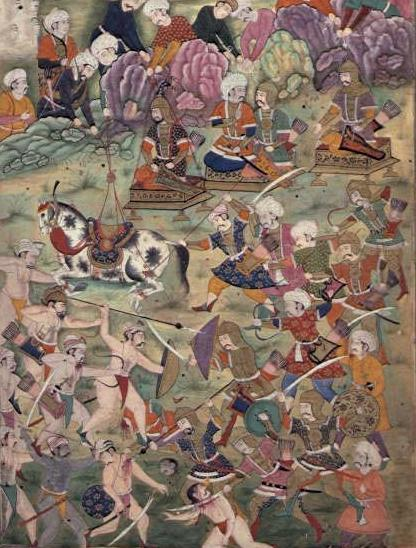
該圖描繪安卡拉戰役的場景

1401年7月，帖木兒在圍攻巴格達40天後逐佔領了該城市。在帖木兒佔領大馬士革、阿勒坡和巴格達後，卡拉·優素福和蘇丹艾哈邁德·賈拉伊爾到巴耶濟德一世那兒避難。這進一步加劇了巴耶濟德一世和帖木兒之間的緊張關係。據了解，帖木兒和巴耶濟德一世在戰場上會面前曾相互通信，但是這些通信並沒有阻止戰爭的到來。帖木兒希望巴耶濟德一世不接見卡拉·優素福和艾哈邁德·賈拉伊爾，並希望他們會被捕並與家人一起送到他（帖木兒）身邊或直接驅逐出境。然，巴耶濟德一世仍為他們提供庇護並發出了嚴正的回應。
煽動帖木兒對鄂圖曼帝國發動戰爭的有埃爾津詹的埃米爾、白羊王朝的貝伊等安納托利亞侯國，尤其是卡拉曼公國。此外，熱那亞、法國、卡斯蒂利亞和拜占庭等國也紛紛表態支持。在巴耶濟德一世圍攻君士坦丁堡期間，曼努埃爾二世（Manuel II）服從於帖木兒（Amir Teymur）的命令，並宣布會進貢給他。此外，帖木兒還試圖透過派遣使者，來獲得安納托利亞韃靼人群的支持。
帖木兒在訪問卡拉巴赫冬令營期間對鄂圖曼大使回答說，與鄂圖曼土耳其人作戰會增加鄂圖曼土耳其人的力量，因為他們總是在戰鬥傷亡，並且也不贊成向希臘領土持續推進。儘管如此，帖木兒對於巴耶濟德一世對卡拉·優素福的讚助理解為一種反對行為。帖木兒最後建議將卡拉·優素福處決或驅逐出境。他說，如果她接受了這一點，我們將會是義父與義子的關係，並且將會在之後的戰爭生涯中互相幫助。1402年3月12日，帖木兒開始從卡拉巴赫向安納托利亞推進。巴耶濟德一世發送了一條消息並重複了這項條款。巴耶濟德一世還派遣了一名特使前往帖木兒帝國。在錫瓦斯，帖木兒的軍隊在鄂圖曼帝國大使面前正式過渡，雙方再次進入和平。後來，帖木兒得到消息，巴耶濟德一世正率領大軍向他進攻。帖木兒進軍並占據了安卡拉的一席之地。由於巴耶濟德一世處境不利，他便帶著疲憊的士兵，撤退到楚布克平原上的一個陣地休生養息。相反，帖木兒目前存在軍事優勢。戰鬥從帖木兒主動進攻開始，鄂圖曼軍隊的左翼遭受重創。後來，因為鄂圖曼軍隊中的韃靼人和安納托利亞侯國們的士兵也站在帖木兒這一邊，而且帖木兒的軍隊中還有大象的存在，最終，巴耶濟德一世的軍隊被擊敗。巴耶濟德一世後來隨即被帖木兒的忠臣馬哈茂德汗俘虜。

#### 安卡拉戰爭後帖木兒在安納托利亞的戰爭

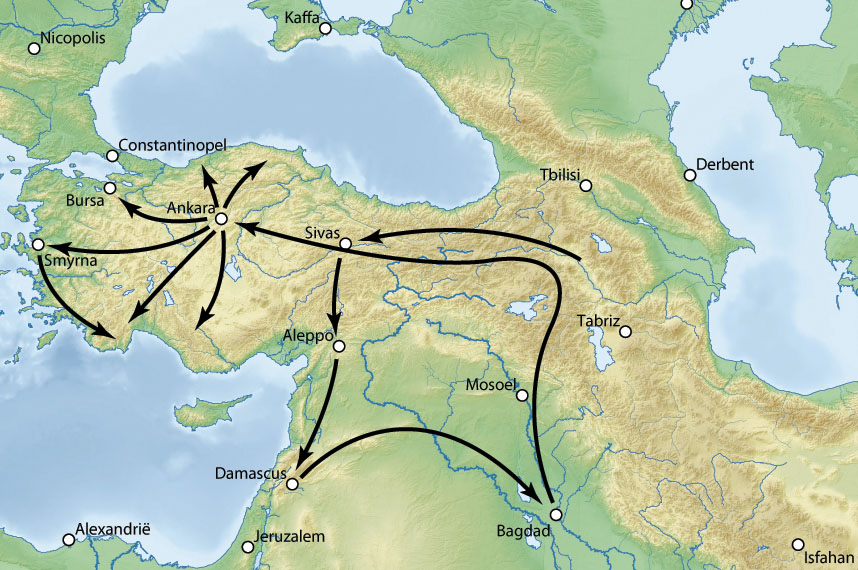
帖木兒向馬木路克蘇丹國的進軍及在安納托利亞的戰爭之路線

贏得安卡拉戰役後，帖木兒逐追擊巴耶濟德一世之子蘇萊曼·沙拉比，並要求他進入鄂圖曼帝國的首都布爾薩，並入侵鄂圖曼國庫。帖木兒恢復了被鄂圖曼帝國廢除的安納托利亞侯國。他為被巴耶濟德一世廢除的所有大小國都寫了標籤，並在他的讚助下接受了。
帖木兒決定透過征服14世紀中葉從鄂圖曼土耳其人手中淪陷的伊茲密爾，來做一些巴耶濟德一世無法做到的事情。經過兩週的圍攻，伊茲密爾被征服。帖木兒派穆罕默德蘇丹去征服熱那亞手中的福卡要塞。城中的人民同意進貢。1403年3月8日，巴耶濟德一世去世。消息傳到帖木兒耳裡後，他宣布巴耶濟德一世的所有國家和土地都在他的統治之下。帖木兒將巴耶濟德一世的屍體交給了他的兒子穆薩·沙拉比，並將他送到布爾薩安葬。在帖木兒的孫子將巴耶濟德一世的屍體送回去幾天后，被宣佈為他的繼任者的穆罕默德·蘇丹於1403年3月13日去世。馬哈茂德汗正式被認定為可汗，他的行軍由帖木兒陪同，他也於1403年3月11日去世。
安卡拉戰役後，帖木兒在安納托利亞待了8個月後，於1403年7月來到喬治亞，並前往卡拉巴赫過冬。在卡拉巴赫過冬後，1404年3月，他從卡拉巴赫回到撒馬爾罕。當他到達阿爾達比勒時，他們按照原定計劃集合。旭烈兀的王位被授予其子米蘭沙，統治亞塞拜然、安納托利亞、阿賈姆伊拉克、阿蘭、穆甘、亞美尼亞和喬治亞。帖木兒於1404年7月抵達撒馬爾罕。
安卡拉之戰後，帖木兒最強大的對手之一鄂圖曼帝國被推翻，鄂圖曼國家曾創造了的「法特拉時代」就此終結，該國對君士坦丁堡的征服和往歐洲的擴張全都因而戛然停止。

## 帝國的停滯與衰退
1405年2月18日，帖木兒在向中國進軍時在訛答剌去世，享年69歲。在帖木兒死後，因連年戰爭屢屢勝利而崛起的帖木兒帝國開始走向衰落之路。該國很快便爆發了權位內戰。在他去世前，帖木兒宣布他的兒子賈漢吉爾之子皮兒·馬黑麻為繼任者。然而在他死後，他的其他兒子和孫子們隨即開始內鬥，意圖推翻皮兒·馬黑麻的統治。帖木兒的孫子馬黑麻統治撒馬爾罕，他的另一個孫子亞歷山大統治伊朗，米蘭沙統治巴格達和亞塞拜然，沙魯克則統治赫拉特。這一切的發生導致了昔日帝國權勢的衰敗，中央政府遭到削弱，國家因而走向衰微。

### 沙哈鲁的統治 （1409-1447）

沙哈魯蘇丹半身像

儘管在帖木兒死後帖木兒帝國陷入動亂，帖木兒的其他子孫皆未能繼位，唯獨沙哈魯卻能夠在呼羅珊維持他的權位。沙哈魯還能夠在他的權力範圍內，重新統一其他埃米爾控制下的一些領土。他透過向伊朗南部、中部以及亞塞拜然進軍來征服這些地區。儘管在沙哈魯統治期間，帝國的衰落速度有所放緩，但這個過程並沒有完全停止。在帖木兒時期，國家管轄下的廣闊領土的一部分，處於其前任所有者的控制之下。由鄂圖曼帝國支持的札剌亦兒王朝為奪回他們在巴格達的土地而戰，而黑羊王朝和一些安納托利亞侯國則在安納托利亞東部作戰。敘利亞地區被馬木路克蘇丹國收復了。另一方面，察合台蒙古人發展之迅速也成為一個潛在的重要隱患。
在他42年的統治期間，沙哈魯成功阻止了帝國瞬間的崩潰，但帖木兒帝國卻永遠也無法再回到帖木兒時期的高光時刻。1447年沙哈魯去世後，權位內鬥再一次地浮出水面。

#### 沙哈鲁統治時期的帖木兒-黑羊關係
1420年，黑羊王朝的卡拉·優素福去世後，該國陷入了權力鬥爭。當卡拉·優素福的兒子之一伊斯坎德爾在亞塞拜然奪取政權並襲擊希爾萬時，沙哈魯前來幫助希爾萬蘇丹卡哈利路拉一世。賈漢·沙也反對他的兄弟。伊斯坎德爾從希爾萬撤退，沒有繼續與聯合軍交戰。1435年在伊斯坎德爾戰敗後，沙哈魯將亞塞拜然的統治權交給了賈漢·沙。沙哈魯一共三度進攻黑羊王朝（1420-1421；1428-1429；1435）。在1421年的阿拉什克德和 1427 年的沙赫普爾戰役中，黑羊王朝被徹底擊敗。此後，伊斯坎德爾再次想要奪取大不里士以鞏固自己的勢力範圍，但在1435年的大不里士戰役中，希爾萬沙王朝和帖木兒帝國聯軍再次擊敗了黑羊王朝。而儘管賈漢·沙接受了他對沙哈魯的依賴，但在沙哈魯於1447年去世後，他便開始獨立於帖木兒帝國。

### 烏魯伯格的統治 （1447-1449）
1447年沙哈魯死後，他的兒子烏魯伯格繼位。然現下烏魯柏格必須先與其他繼承人爭奪帖木兒帝國埃米爾的王位。雖然在這場鬥爭最終被壓住，但還是進一步地削弱了帝國。由於內部衝突，國家治理被打亂。在烏魯伯格統治期間，在該國西部日益壯大的黑羊王朝開始對帖木兒帝國構成威脅。與此同時，日益壯大的察合台人成為了該國東部邊界的威脅，他們發動攻擊以控制河中地區。烏魯伯格不像一位優秀的科學家那樣，擁有出色的政治能力。他輸掉了幾場戰爭，他甚至被他叛逆的兒子的軍隊打敗了。1449年10月24日，烏魯伯格為他的兒子阿不都·剌迪甫放棄了權力，並與哈吉呼羅珊一起前往麥加。但是，他本人不能離開撒馬爾罕。在酋長的教令得召集會議上，他被指控壓迫群臣和不公正的判決，被判處死刑。
正在前往麥加的烏魯伯格在撒馬爾罕附近的一個村莊休息。他說如果沒有可汗的新命令，他不應該去任何地方。在信使後面是納加代的後裔阿巴斯，他的父親幾年前被烏魯伯格下令處決。他說烏魯伯格因背離伊斯蘭教義而被判處死刑。阿巴斯的僕從將烏魯伯格的手綁在溝邊，讓他跪倒在地，隨後，阿巴斯一劍將烏魯伯格殺死。

### 卜撒因 （1451-1469）的統治

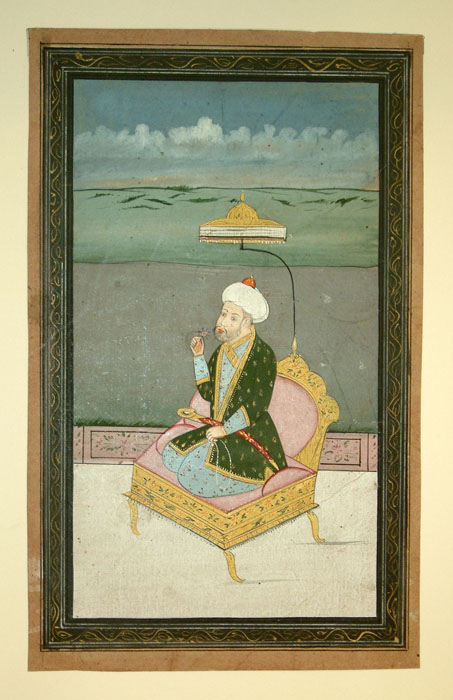
由某位不知名的蒙古藝術家所畫的卜撒因肖像

在卜撒因統治期間，帖木兒帝國開始瓦解。帖木兒王朝在西方的勢力範圍已經完全失去了控制。河中地區又來了大量的烏茲別克人。早在帖木兒統治期間，烏茲別克族便開始往河中移民並不斷湧進，在卜撒因統治期間，他們已經對帖木兒帝國產生了嚴重影響。烏茲別克人在政府和軍隊中日益增長的影響力，使他們在未來獲得了政治霸權。卜撒因向西進軍以加強帝國威嚴的行動也失敗了。在與黑羊王朝發生戰爭後，呼羅珊於1457年陷落，帖木兒帝國的首都赫拉特則於1458年陷落。1459年，黑羊王朝的統治者賈漢·沙簽訂條約，以賠款來返還赫拉特。
在烏尊哈桑將黑羊王朝統治者賈漢·沙擊敗後，卜撒因以保衛他的盟友Hasanali為由，襲擊了亞塞拜然。卜撒因相信他以前的盟友希爾萬沙王朝還會再幫助他，所以他向希爾萬移動。然而，希爾萬沙王朝法魯克·亞薩爾與阿爾達比勒統治者謝赫·海達爾站在烏尊哈桑一邊，卜撒因的軍隊被完全封鎖。軍隊內部很快便開始鬧飢荒。烏尊哈桑沒有接受卜撒因的談判提議，並出人意料地擊敗了卜撒因。在這場敗北之後不久，卜撒因就去世了。帖木兒之孫米爾扎·拜哈拉之子忽辛·拜哈拉於1469年攻占赫拉特並奪得政權。

### 忽辛·拜哈拉的統治 （1469-1506）

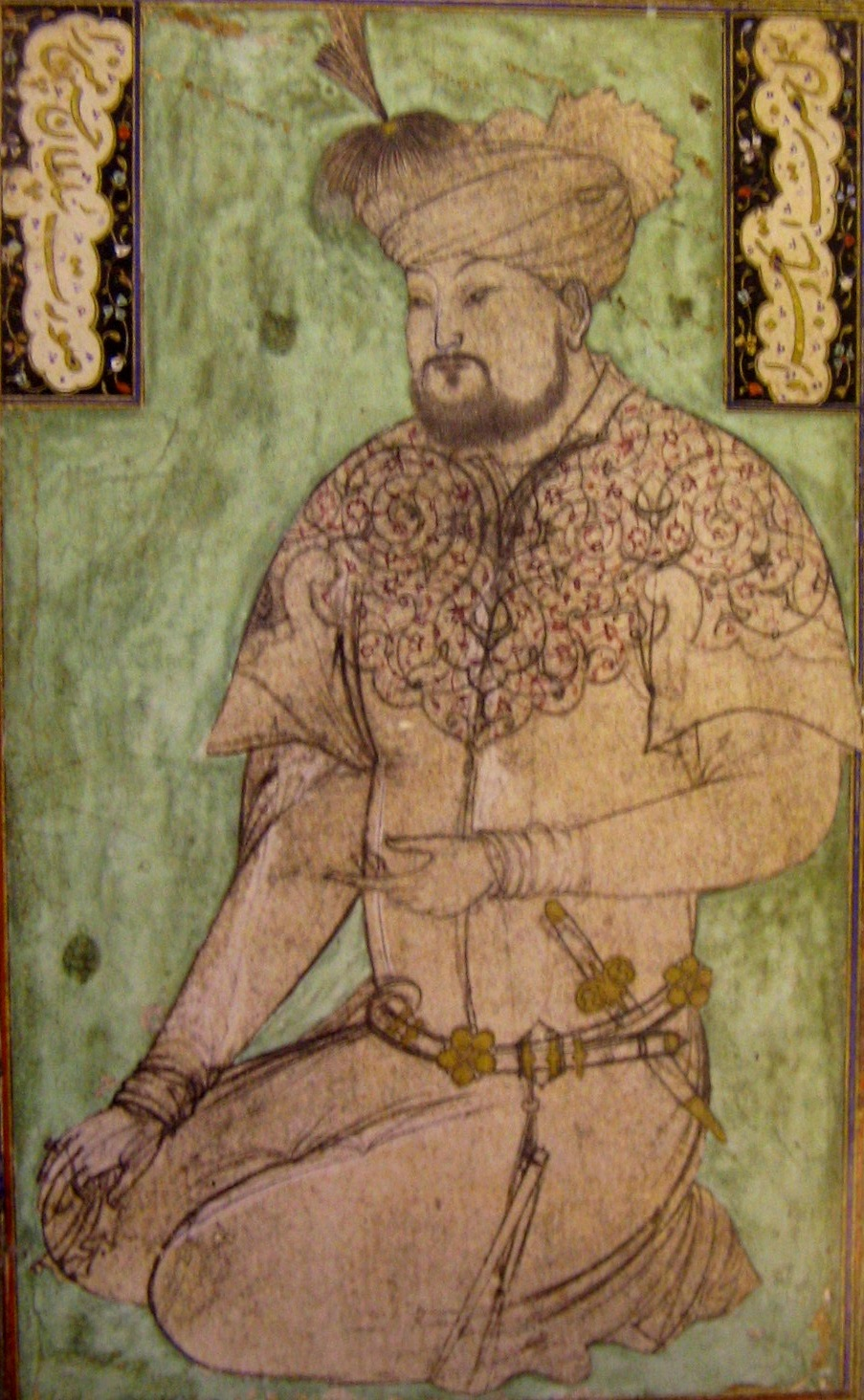
埃米爾忽辛·拜哈拉的肖像。

埃米爾忽辛·拜哈拉是帖木兒之孫拜哈拉·米爾扎的兒子，在帖木兒的孫子之一，兼赫拉特統治者雅迪格爾·穆罕默德的領導下，統領著繼卜撒因之後持續騷亂中的帖木兒帝國。在這裡他獲得了公共管理方面的經驗。
1457年巴布爾去世時，內鬥隨即發生，忽辛·拜哈拉離開赫拉特前往麻里兀。隨後，他娶了該地區的統治者穆祖丁·桑賈爾（Muizzuddin Sanjar）的女兒，並生下了長子巴迪·匝曼。
忽辛·拜哈拉在他的忠誠臣民和烏茲別克人沙迪貝的幫助下，控制了阿姆河奧茲博伊地區的一個小地區。不久之後，他消滅了沙迪貝，並擴大了他的控制範圍，並在其他烏茲別克軍隊的幫助下，佔領了馬贊德蘭。之後，他開始與赫拉特的統治者卜撒因作戰。1469年，當卜撒因擊敗白羊王朝統治者烏尊哈桑時，他還攻占了赫拉特。
因此，在他統治的初期，忽辛·拜哈拉遇到了一些困難。卜撒因的兒子雅迪格爾·穆罕默德在烏尊哈桑協助下同意出軍，並在他的幫助下短暫地佔領赫拉特。在非常困難的情況下，忽辛·拜哈拉在1470年的夜襲中僅帶領350人，奪回了赫拉特並消滅了雅迪格爾·穆罕默德。
忽辛·拜哈拉隨後發動了戰爭，以保護赫拉特免受謝巴尼人（北部的烏茲別克人）的侵害，並在阿姆河沿岸加固他的堡壘。他控制了河中地區和花剌子模。
忽辛·拜哈拉延緩了帖木兒帝國的滅亡，暫時消除了內憂外患後，便將文學藝術作為優先之政，並以子治國，重新委任諸省長。在1400年代後期，年邁的忽辛·拜哈拉和他的兒子們開始遇到問題。他的兒子們想接替他，試圖在政府中獲得更大的影響力，但忽辛·拜哈拉不允許。忽辛·拜哈拉的長子巴迪·匝曼在這些紛爭中扮演了比較重要的角色。
巴迪·匝曼沒有安分地等到他父親死後接替他的位置。他在1499年首次嘗試叛亂，他圍攻赫拉特並試圖奪取他父親的王位。雖然他的叛亂並沒有成功，但在該事件發生後，帝國的聲譽又動搖了。長期以來，已經成為國家威脅的烏茲別克人，趁著內戰爆發之時，在帖木兒帝國境內起義。由於內戰，帝國無法解決烏茲別克人問題。1506年，忽辛·拜哈拉開始與烏茲別克人作戰，但出師未果就因年老而死。
忽辛·拜哈拉統治了帖木兒帝國37年，在此期間，赫拉特成為突厥文化所謂的「帖木兒文藝復興時期」的中心。

### 衰亡
忽辛·拜哈拉死後，其長子巴迪·匝曼繼位。他與他的兄弟巴布爾一起試圖完成對烏茲別克人的戰爭。然而，他們沒有成功。烏茲別克人隨後攻進赫拉特並控制之。在擊敗巴迪·匝曼和巴布爾後，帖木兒帝國於1507年滅亡。後來，巴布爾逃亡到印度，並在那裡建立了新的大蒙古帝國。

## 政治
在帖木兒帝國的鼎盛時期，帖木兒王朝疆域涵蓋了額爾齊斯河和伏爾加河到波斯灣，從恒河到大馬士革和亞洲群島的一切。在帖木兒及其繼任者統治期間，帖木兒帝國的統治基礎是基於成吉思汗法典、突厥血統、法律和伊斯蘭教法。帖木兒帝國由一位名叫埃米爾的統治者領導：這是因為第一位統治者帖木兒不是成吉思汗的後裔，所以他無法獲得大汗的稱號。如要使用成吉思汗王朝的名稱，該王朝的一位正式可汗必須被選中方可即位。在帖木兒統治的最初幾年，蘇尤爾卡特米甚在最後幾年，馬哈茂德汗被廢黜。所以帖木兒之後的統治者便獲得了蘇丹的稱號。統治者的兒子和孫子同時擁有埃米爾扎德的稱號。埃米爾奧馬爾被認為是副統治者，是軍隊的指揮官。那些勇氣可嘉的人將會被授予埃米爾稱號。他們將參加戰鬥和管理各省。在帖木兒統治期間，有313人被授予埃米爾 （Emir） 之稱號。同時，也存在著副埃米爾：如果埃米爾去世或被免職，他的副手將會接替他，這時候他會被稱為「埃米爾候選人」。帖木兒帝國是典型的東方封建君主制國家。全國以省劃分。各省由統治者任命的王子和埃米爾來統治。
統治者是由上任統治者任命的。統治者指揮所有的基金會，任命受託人管理基金會並分配基金會的收入。此外，統治者在每個省市任命了一名卡迪、穆夫提和會計，並將職責分配給賽義德、烏萊瑪和其他宗教人物。單獨的煤氣將分配給軍隊及其臣民。正義的埃米爾由統治者直接任命，並隨時向統治者通報軍隊與臣民之間的問題。
在帖木兒統治期間，朝廷上每天都有四位大臣存在：
1. 內政和公民大臣：負責處理國家大事、日常開銷、人民情況、外省物產、稅吏分配、收支、國家發展規劃、人民福祉、人口監控等等。[113]
2. 國防大臣：負責照顧士兵的薪水和生活[q 5]，讓他們聽從指揮，幫他們排除困難，並告訴統治者他們的狀況。[114]
3. 經濟大臣：負責保管遺屬家屬、死者和難民財產、向民眾徵收（天課和稅收）、從商人那裡獲得的財產、國用牧場、牧民的牧場，鄉下地區的收入。如果死去的人仍存在財產，就得交給繼承人。[115]
4. 這位大臣是掌管王國開支的大臣。他負責監控王國所有部門的開支，國庫的開支，甚至宮內馬厩等生靈的開支。[115]

除了這些部長之外，另有另外三名部長來監督國外和國內的國家財產，並處理國家重要的財政關係和各省的收入。這些大臣們從屬於他們的上級。
大臣要對軍隊的情況、臣民、上訪者、國家的興衰情況、有沒有什麼重要的工作進行通報。每個政府機構都任命了一名秘書來記錄公用開支和日常開支。郵局建立於帖木兒統治時期，以確保信息的傳輸。每個定居點最多可飼養200匹馬，費用由當地居民承擔。

## 帖木兒帝國與歐洲諸國的關係

### 與西班牙和法蘭西王國的關係

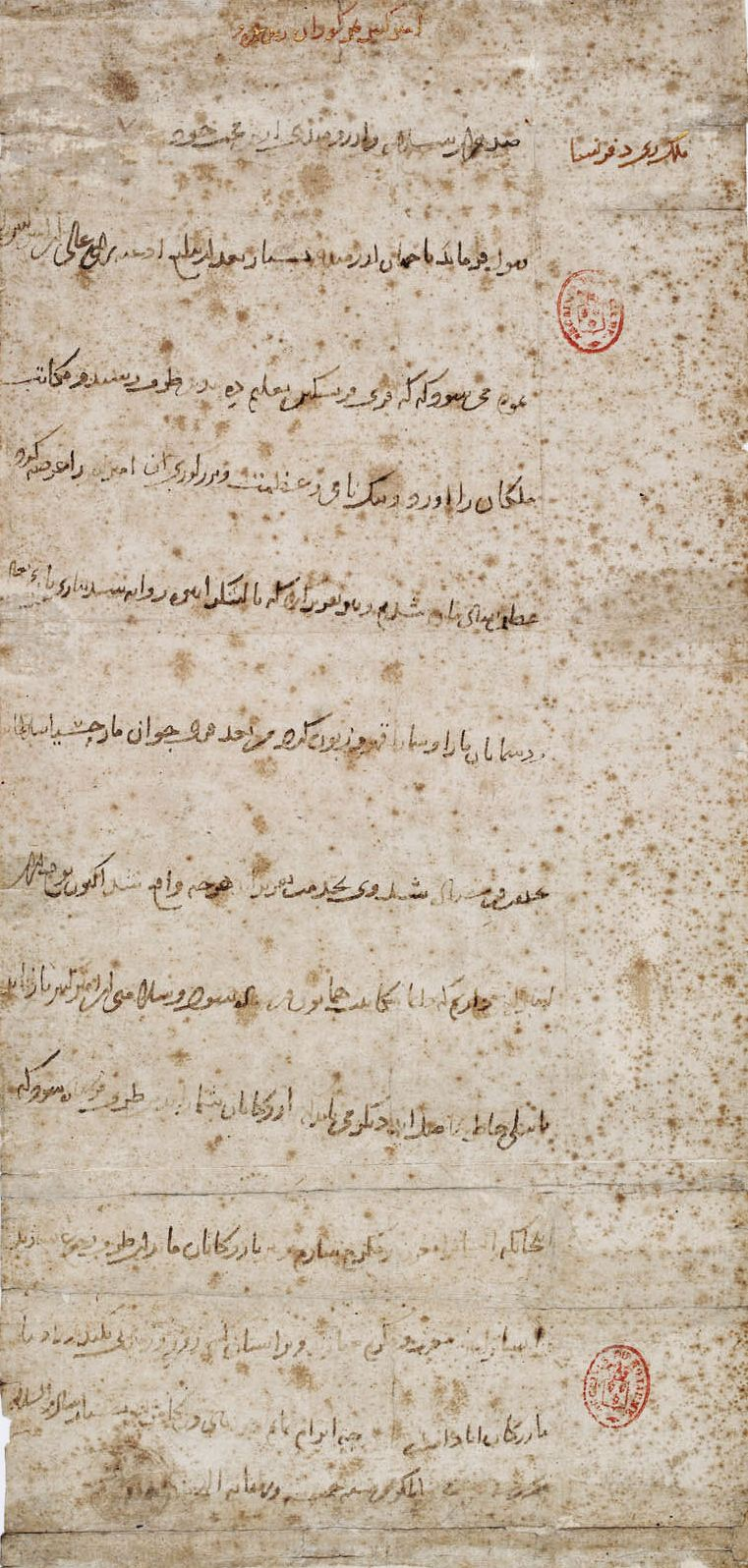
帖木兒於1402年寫給法國國王查理六世的信

在安卡拉戰役期間，陪同帖木兒的有兩位西班牙大使：佩拉約·德索托馬約爾和費爾南多·德帕拉蘇埃洛斯。帖木兒和歐洲國家的聯盟，很可能是為了對抗席捲歐洲的鄂圖曼帝國。他攻擊鄂圖曼帝國和馬木路克蘇丹國是有明確的理由的。
這些都反映了他們在一百年前，特別是在鄂圖曼帝國圍攻過君士坦丁堡之後，試圖建立的法蒙聯盟的嘗試。
帖木兒派蘇丹尼耶大主教多米尼加·揚作為特使前往查理六世的宮殿。揚於1403年6月15日抵達巴黎。帖木兒在信中這樣評價查理六世：「最熱愛和平且最無敵的國王、蘇丹，法國和其他國家的國王，都是上帝的朋友，是贏得世界大戰的最仁慈的君主。」
帖木兒向查理六世提議發展經濟關係，以及建立軍事聯盟。此時，查理六世只能在帖木兒去世前不久發送信息。
帖木兒帝國與西班牙的關係也得到了發展。西班牙歷史學家米格爾·安赫爾·奧喬亞·布倫說：卡斯提亞國王恩里克三世與帖木兒的關係，是中世紀的卡斯提亞外交史上，最重要的時期。帖木兒派一位名叫哈吉·穆罕默德·加齊的察合台特使，帶著信件和禮物前往卡斯提亞宮殿。

### 魯伊·岡薩雷斯·德克拉維霍代表團
當帖木兒的特使返回時，恩里克三世於1403年5月21日，向撒馬爾罕派遣了一個外交代表團，由魯伊·岡薩雷斯·德克拉維霍以及阿方索·佩斯和戈麥斯·德薩拉扎率領。當代表團於1406年返回時，帖木兒說他尊重西班牙國王「就如同他自己的兒子」。
魯伊·岡薩雷斯·德克拉維霍還記錄了明朝使者到帖木兒帝國索取貢賦的事情，他寫道，與帖木兒對西班牙人的關心相反，帖木兒對「契丹（明朝）的統治者」派來的大使很惡劣。
馬可波羅訪問中國的一百年後，德克拉維霍訪問撒馬爾罕時，提供了一個機會來報導契丹的新消息──畢竟那裡很少有歐洲人可以到達。德克拉維霍的信息雖然歪曲了意思，但卻是關於洪武皇帝的繼任者之間的王位糾紛（靖难之役）。西班牙人因而可以利用此情報，與一些中國使者進行交流，並收集有關撒馬爾罕和「汗八里」（北京）之間的商隊路線的信息。他在《克拉維約東使記》中向歐洲人介紹了永樂皇帝的軍事實力，以及世界上最大城市：「契丹的首都汗八里」。他還錯誤地說，中國皇帝接受了天主教。這個消息是讓歐洲人支持在中國傳播基督教的想法的因素之一，這種想法一直流傳到十七世紀，也是著名的鄂本篤在1603年之所以遠赴中國的原因之一。

### 帖木兒去世之後
帖木兒在1405年去世後，他的兒子沙哈魯繼續延續他父親對抗鄂圖曼帝國的行動。他的進軍帶來了歐洲反攻鄂圖曼帝國的希望。
巴伐利亞冒險家約翰·席爾伯格曾在1402-1405年效忠帖木兒。此外，當時有無數威尼斯和熱那亞商人活躍在該國。
1420年至1425年間，威尼斯旅行家尼古拉·達·康帝（Nicola Da Conti）訪問帖木兒帝國期間，歐洲和伊朗之間建立了隨後的聯繫。儘管西班牙試圖與帖木兒帝國交好，但最終失敗了。一直到1492年克里斯托弗·哥倫布的著名發現，他的目的地是到達中國的大汗國。
帖木兒的故事與歐洲的東方主義有著悠久的聯繫。例如：克里斯托弗·馬洛（Christopher Marlowe）於1590年撰寫的《偉大的帖木兒》（英語：The Great Amir Teymur）和亨德爾在1724年的歌劇《帖木兒》（德語：Tamerlano）。

## 軍事
帖木兒帝國軍隊的武裝力量是由重裝甲騎兵和輕裝甲騎兵組成。在印度戰役期間，他們也擁有了大象。眾所周知，這些大象後來被用於與馬木路克蘇丹國和鄂圖曼帝國的衝突。與此同時，遺留下來的軍事單位也都用在征服其他領土上。比如在安卡拉戰役中，薩爾巴達里步兵也參加了帖木兒的軍隊。據工會稱，隨著軍隊從普通士兵上升到更高級別，他們的待遇也會得到改善。
根據敵軍的數量，軍隊由統治者本人、埃米爾和埃米爾奧馬爾領導。埃米爾奧馬爾是軍隊的指揮官。那些勇氣可嘉的人會被授予埃米爾稱號。埃米爾的頭銜由十二品組成。從一品到十二品，每一品的埃米爾都被認為是上一品的副埃米爾。在軍隊中，十人組長稱為下士，百人組長稱為大隊，千人組長稱為上尉。因此，下士從屬於大隊，大隊從屬於上尉。在此此外還有執法人員──相當於初級助理的角色。
當軍隊行軍時，他們都會被分配一个護軍稱為Gutval，也當作軍隊守衛。Gutval還受託向巴扎市場上的人們徵稅。如果有東西從軍隊中被盜，Gutval將被追究責任。在帖木兒大殺四方期間，軍隊被規劃為四個突襲部隊。他們在正規軍外四英里一邊前進，一邊戒備。如果他們看到其中一名士兵被殺或受傷，他們就接替他們的工作。城堡則由大量守衛著。
帖木兒帝國的軍隊中，進行夜間突襲的軍團被稱為查帕武爾（chapavul）。軍隊的中樞稱為臂，右翼稱為barangar，左翼稱為jarangar。隨著軍隊的前進，偵察部隊會在正規軍的前面，他們被稱為衛兵。跟隨偵察隊的部隊被稱為希拉武。守衛軍隊側翼的部隊被稱為Shigavul。由於敵方單位數量的不同，這種劃分可能會進一步地複雜化。在帖木兒統治期間，帖木兒帝國現有軍隊的三分之一有義務保護邊界，剩下的三分之二則有義務為國家服務。

## 科學與文化

### 科學
15世紀時，帖木兒帝國的首都撒馬爾罕成為重要的科學中心。尤其在帖木兒之孫烏魯伯格統治時期，城市得到了改善，來自不同國家的科學家來到撒馬爾罕。烏魯伯格與國家行政部門一起在撒馬爾罕從事科學活動。他主要鑽研天文學和數學研究。他在撒馬爾罕建立了不少宗教學校和天文台。他參加了當時一些學者的課程和討論，以便他利用這些知識來創辦宗教學校。當時最著名的科學家都聚集在烏魯伯格周圍。他參加了Gazizadeh Rumi和Giyasaddin Jamshid al-Kashi等著名學者的課程。

#### 撒馬爾罕伊斯蘭學校

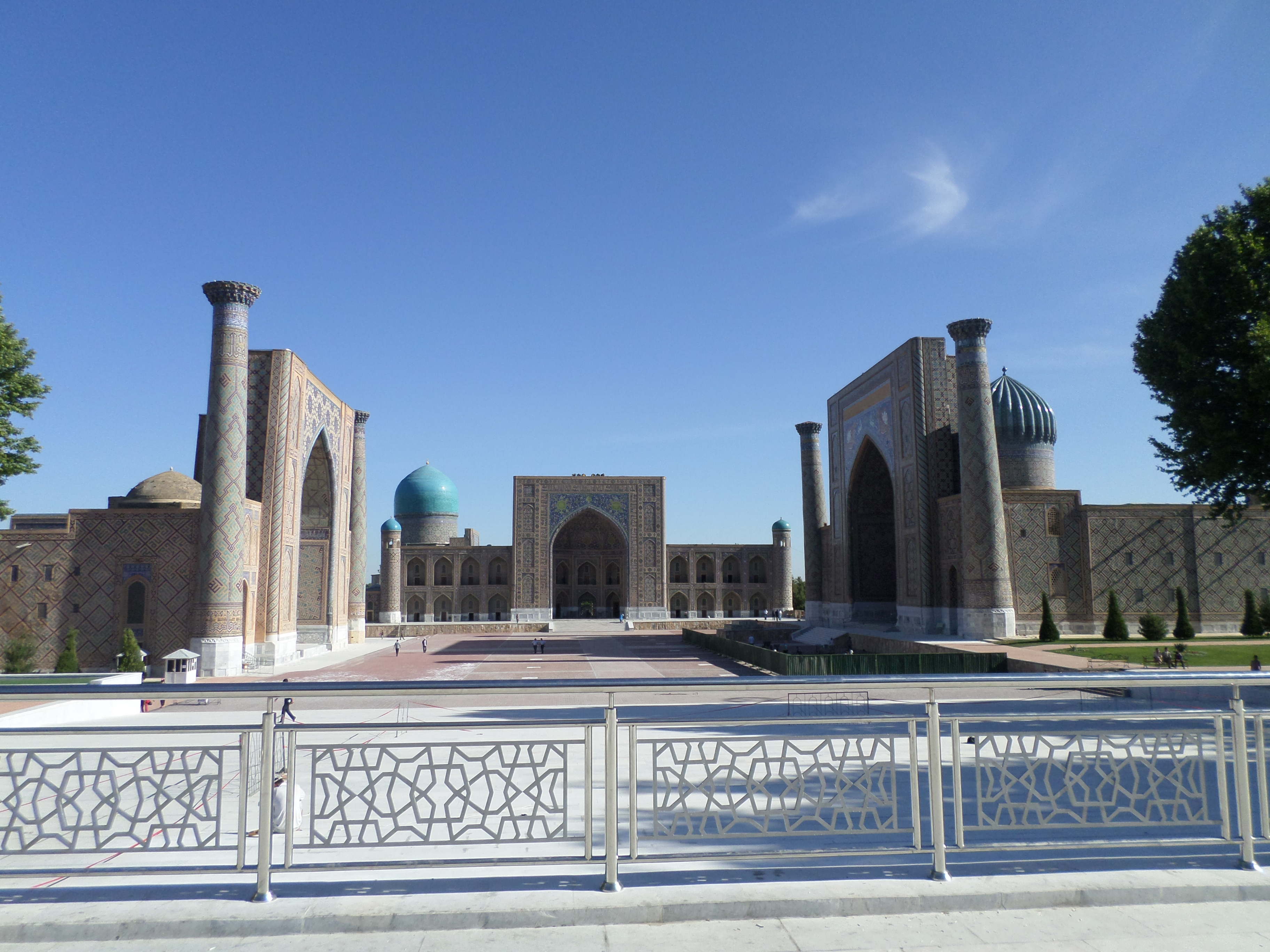
撒馬爾罕伊斯蘭教學校（左側）

撒馬爾罕伊斯蘭學校於1417年在烏魯伯格的命令下開始建造，並於1421年竣工。多年以來他一直是一個重要的科學中心，一直到烏魯伯格去世為止。該校有四個部門，每個部門都指定了一名助手。出生於布爾薩的加齊扎德魯米隨後便到撒馬爾罕工作，他在伊斯蘭學校和天文台的建立中，發揮了重要作用。
從Giyasaddin Jamshid al-Kashi的來信中，了解到有關該伊斯蘭學校科學活動的信息。這封信談到了當時最優秀的科學家參與伊斯蘭學校、教授、所有關乎科學的教師以及數學家的活動。除了在伊斯蘭學校舉辦的課程之外，還有當時學者之間的討論，烏魯伯格也參加了討論。信中也提到，關乎科學的討論不僅在伊斯蘭學校舉行，也會在烏魯伯格的宮殿中舉行。

#### 烏魯伯格天文台

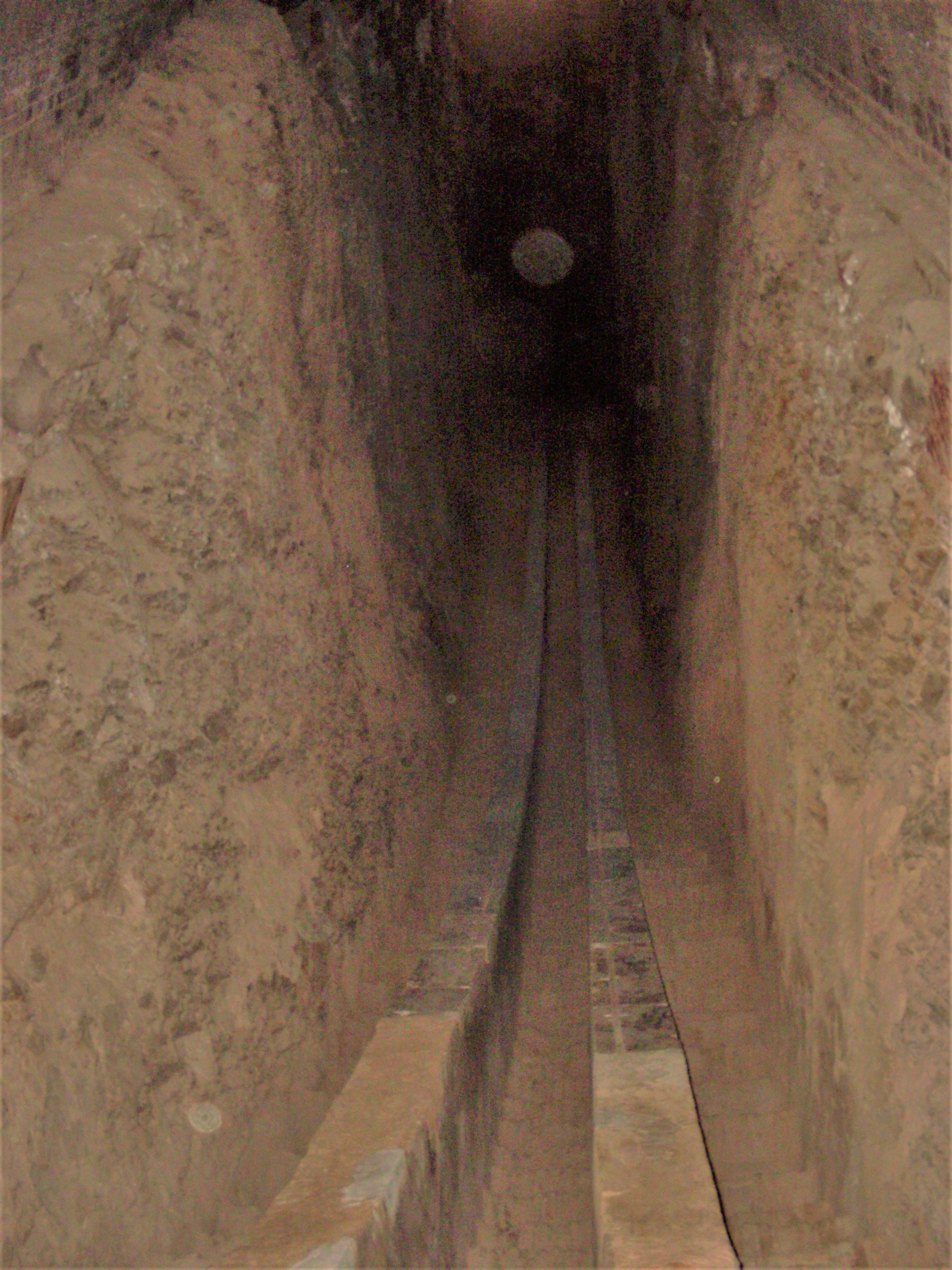
烏魯伯格天文台的觀測儀器

在撒馬爾罕伊斯蘭學校建成後，烏魯伯格決定再建造一座天文台。這個天文台被稱為烏魯伯格天文台或者撒馬爾罕天文台。該天文台在撒馬爾罕伊斯蘭學校住中，用於進行天文學和數學研究。天文台建造完成後，由吉亞薩丁·賈姆希德領導、使用。他在這裡所做的觀察持續了十二年。起初是由吉亞薩丁·賈姆希德進行了計算和觀察。1429年吉亞薩丁·賈姆希德去世後，便由卡齊扎德·魯米接替這項工作。1430年卡齊扎德·魯米去世後，他的學生阿里·卡什吉開始領導天文台。多虧了這些的研究，烏魯伯格得以完成著名的「齊奇尼」。這個星表被稱為Zic Gurkani或Zic Jadid Sultan，多年來為西方和東方所使用。
然，在1449年烏魯伯格被暗殺後，天文台被一群宗教狂熱分子給摧毀了。

### 文化

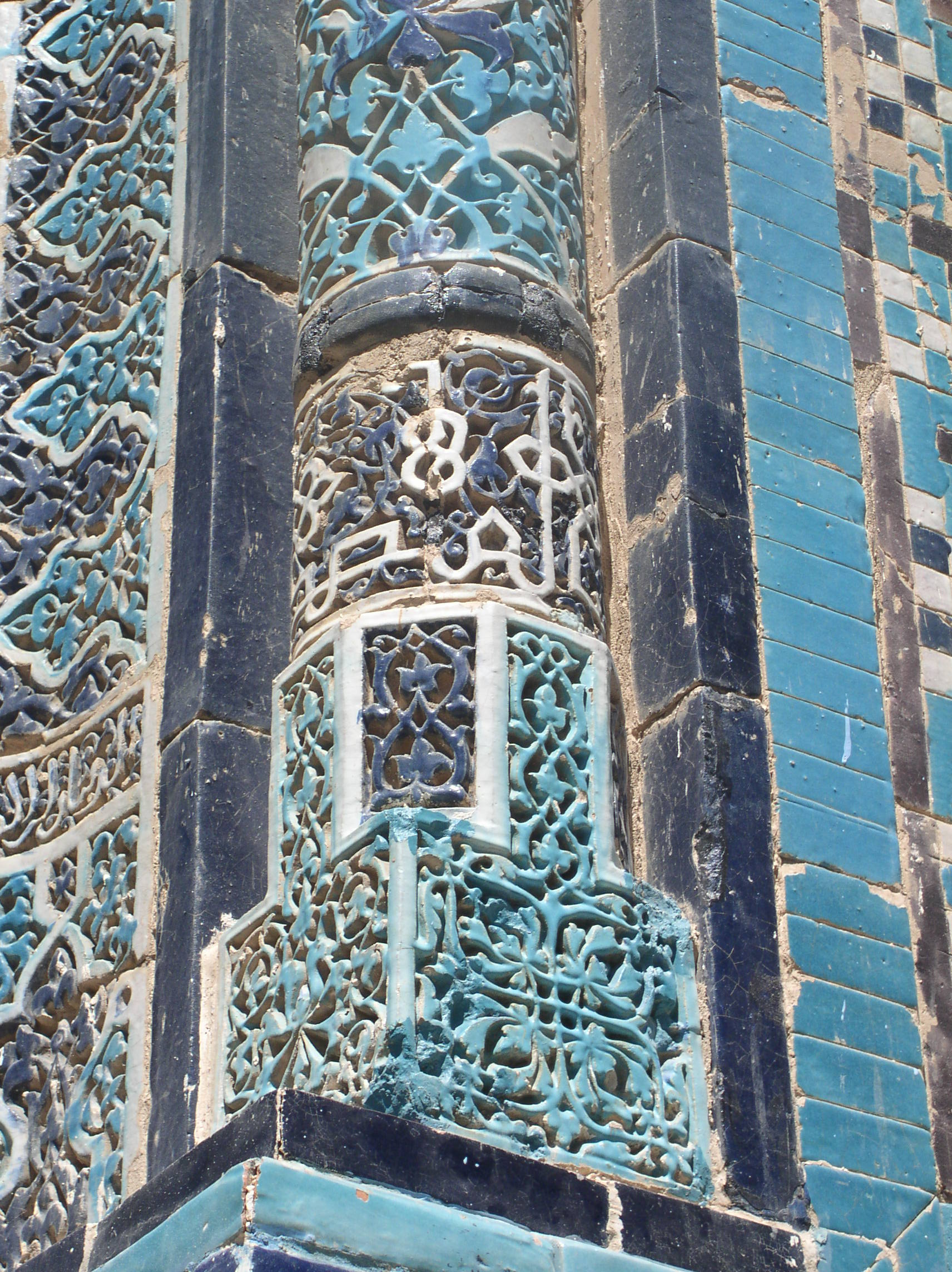
沙希-津達：一複雜的圖案柱

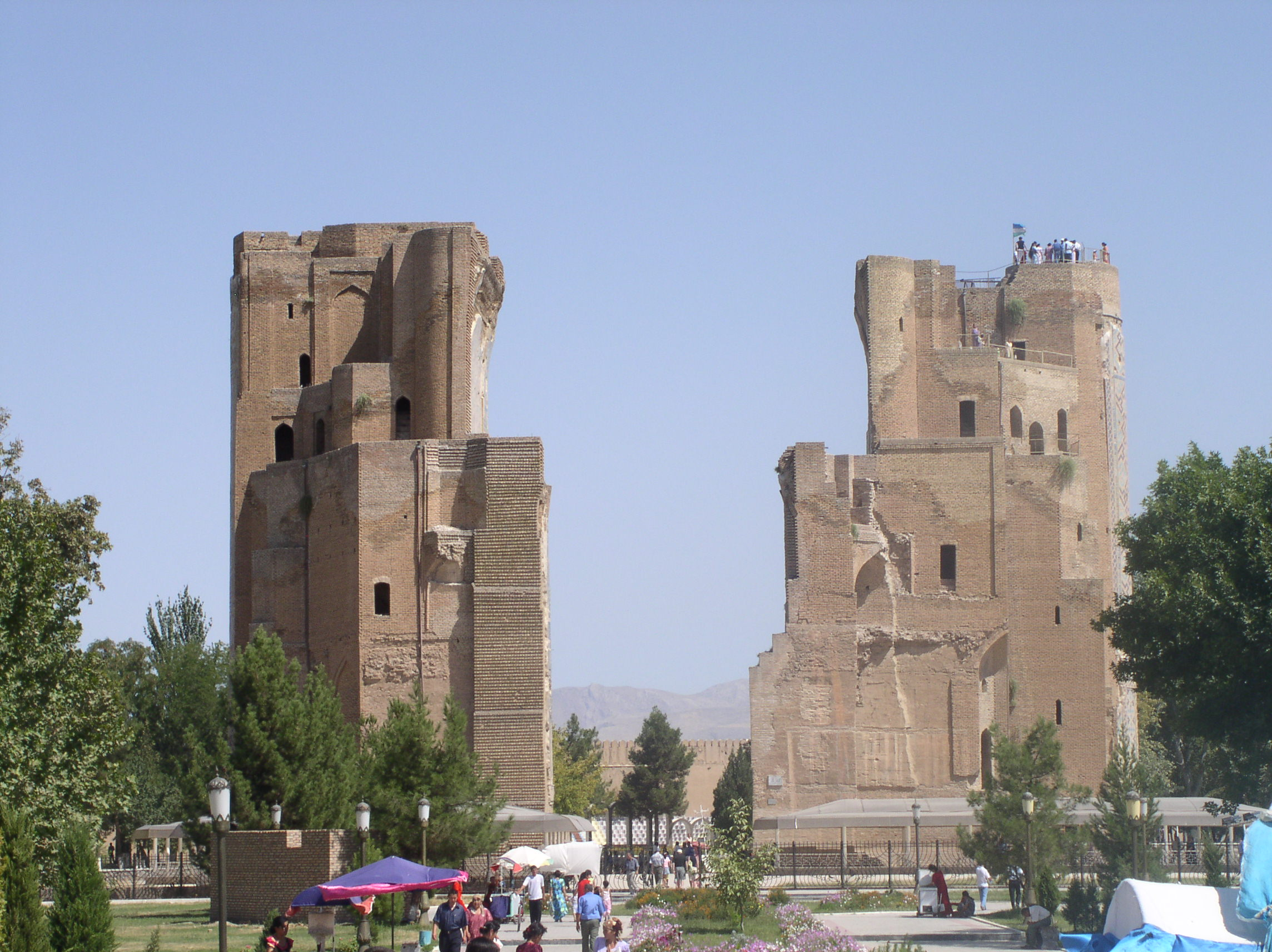
位於沙赫里薩布茲的帖木兒的宮殿

14世紀末至16世紀初，帖木兒帝國在中亞、伊朗東部以及阿富汗境內創作了許多重要的藝術作品。帖木兒藝術因其建築和微型藝術的發展而受到重視，在中亞、伊朗、阿富汗地帶，甚至在後來的蒙兀兒帝國時期，在印度伊斯蘭藝術的參考中發揮了作用。儘管在創作重要伊斯蘭藝術作品的這一時期，論單一風格是不可能的，但還可以看到地方差異的統合。在創作引人注目的作品的地方，有獨特的藝術中心，承載著帖木兒藝術的精神。從這個角度來看，撒馬爾罕、赫拉特和設拉子已經成為創作手工藝的中心。
在帖木兒帝國首都撒馬爾罕中，除了來自中亞和伊朗的藝術家，還有從印度、安納托利亞和敘利亞移民過來的藝術家。西班牙大使Rui Gonzalez de Clavijo說，撒馬爾罕共有15萬個藝術家家庭。在帖木兒統治期間，撒馬爾罕創作了不少重要的建築作品，成為藝術中心。帖木兒藝術的第二個輝煌時期恰逢帖木兒之子沙哈魯統治時期。沙哈魯統治時期是帖木兒帝國在文化和藝術方面最為強大的時期。沙哈魯和他的波斯妻子高哈尔绍德光顧了這些藝術家。在沙哈魯統治期間，帝國首都遷至赫拉特。因此，快速發展中的赫拉特成為帖木兒文藝復興的中心。與此同時，在沙哈魯統治期間，由於他的兒子烏魯伯格正在統治撒馬拉罕，那裡的園林綠化和建築工作仍在繼續。沙哈魯和烏魯伯格去世後，在卜撒因和忽辛·拜哈拉統治的這段時間，停滯不前的帖木兒藝術得以再次復興。儘管在忽辛·拜哈拉去世後，他的兒子穆扎法爾·忽辛在位期間國家便滅亡，但帖木兒藝術的影響仍然深深的影響了蒙兀兒帝國和薩非王朝。

#### 建築

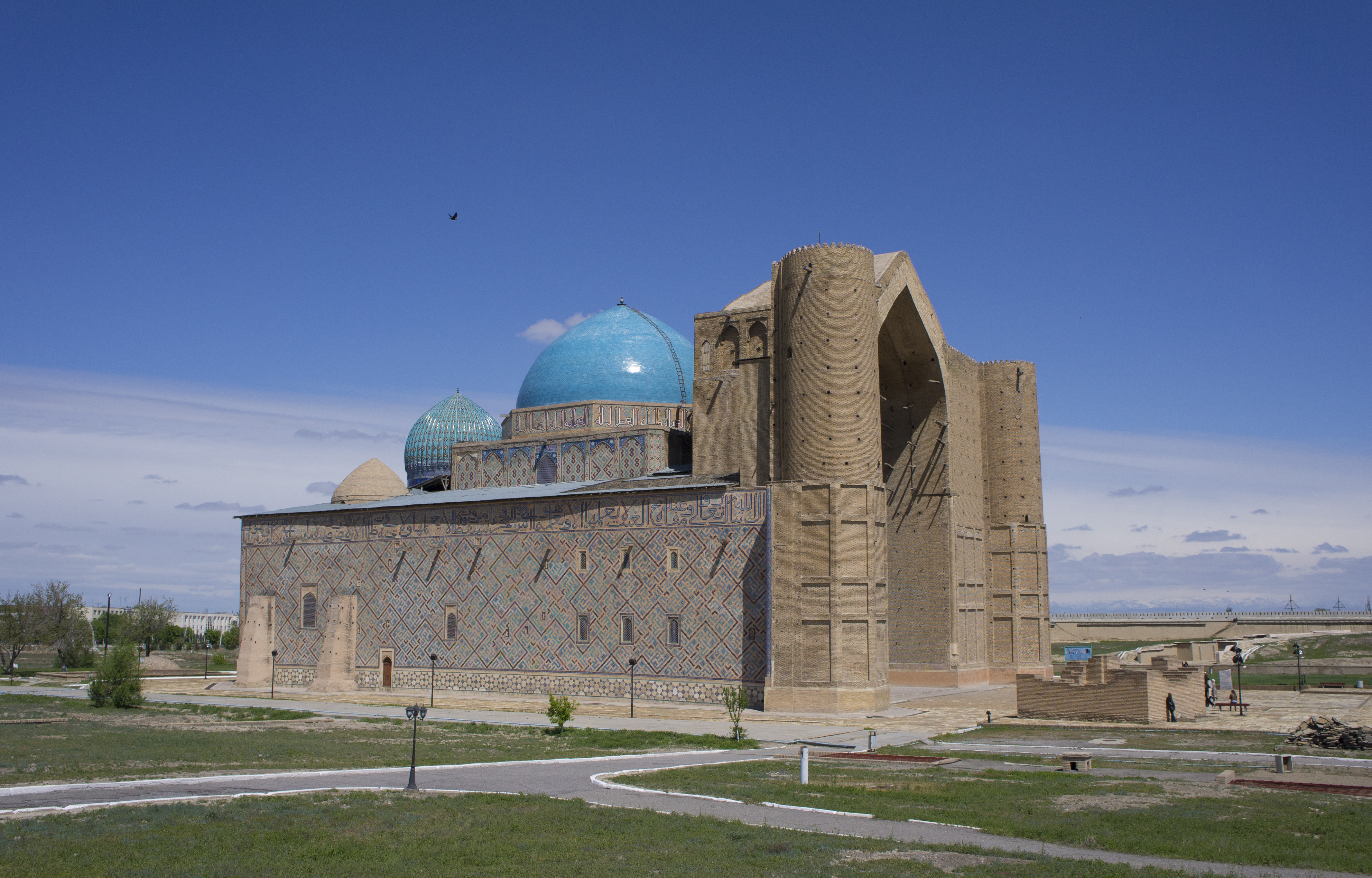
艾哈邁德·亞薩維之墓，1385年由帖木兒下令建立

帖木兒建築以其獨特性而著稱。帖木兒建築受中亞和伊朗的前期建築之影響，以其綜合性的作品而聞名。主要由陵墓、清真寺、伊斯蘭學校和達爾加斯所組成的建築群的主要特徵之一是由覆蓋立面的馬賽克瓷磚、洋蔥狀的外圓頂和內部高高的內圓頂形成的圓頂系統的特點。
帖木兒建築中最重要的地方是墳墓。帖木兒墓葬建築最重要的例子之一，是撒馬爾罕的沙希-津達建築群。帖木兒帝國之重要人物的陵墓都在這個建築群中。另一個例子是撒馬爾罕的魯哈巴德墓，其歷史可以追溯到1380-1390年。魯哈巴德墓由一個八角鼓形圓頂組成，圓頂位於主建築上，呈立方體形狀。在帖木兒統治期間建造的陵墓和相關建築群中最著名的是古爾-埃米爾陵。該建築群包括伊斯蘭學校、清真寺、陵墓和其他部分。雖然第一次建造是在1399年，但在帖木兒的孫子賈漢吉爾去世後，帖木兒下令於1404年決定建造一座墳墓。1405年，帖木兒也被安葬在這座陵墓中，從此帖木兒帝國的重要人物的陵墓就一直坐落於此。帖木兒的兒子米蘭沙和沙哈魯，孫子皮兒·馬黑麻和烏魯伯格，以及宗教教師努爾·賽義德·巴拉卡也被埋葬在這座墳墓中。比比-哈尼姆清真寺的建造是為了祈福帖木兒的印度戰役。比比-哈尼姆清真寺的高圓頂、陽台、其他建築元素和瓷器作品，反映了帖木兒帝國國力達到頂峰的傑作。
位於撒馬爾罕的伊斯蘭學校建築群於1417年由烏魯伯格開始建造，並於1420年完工，在伊斯蘭建築中佔有重要地位。這座伊斯蘭學校建於1417年，是根據烏魯伯格在布哈拉建造的另一所伊斯蘭學校的計劃建造的。烏魯伯格在撒馬爾罕建造的眾多作品中，1409年建造的天文台佔有重要地位。高哈尔绍德清真寺由建築師Kivamuddin ibn Zeynaddin Shirazi根據高哈尔绍德的指示在馬什哈德建造：一棟帶有四個陽台的清真寺建在一個帶有墳墓的建築群中。與此同時，高哈尔绍德為Kivamuddin ibn Zeynaddin Shirazi建造的建築物中，有赫拉特的Gazurgah紀念碑和高哈尔绍德學校。高哈尔绍德還建造了一座墳墓。沙哈魯的兒子拜宋豁兒和Govhar Shad皆被埋葬在這裡。
位於阿納夫的賈馬拉丁建築群（1452-1456）是帖木兒建築最後的生命中，最重要的作品之一。Abu Nasr Farsi建築群建於1460年後的巴爾赫，他也承載著帖木兒建築的傳統。帖木兒建築最後這段期間最重要的作品之一是Ishratkhana陵墓，建於1460-1464年，用於根據卜撒因的一位妻子的指示，埋葬帖木兒後裔的婦女。1460-1502年，在加茲尼市為烏魯伯格貝的兒子阿不都·扎克建造的陵墓，是泰姬陵建築結構的先驅，主要部分在中間，由相關的側邊為輔。
關於帖木兒宮殿的重要信息可以在一些歷史資料和遊記中找到。消息來源提供了有關由帖木兒在撒馬爾罕和周邊城市Naqsh-i Jahan、Bagh-i Chenar、Bagh-i Shimal和Bagh-i Behisht建造的藍色宮殿的信息，位於名為Bagh-i Dilgush的花園中。沙赫里薩布茲宮殿的遺跡一直保存至今。此外，其他消息來源提到由烏魯伯格在撒馬爾罕建造並位於巴吉梅丹的奇希爾蘇敦宮。

## 繼承
帖木兒帝國的廣大領土起了決定性的作用。帖木兒帝國時期，它讓中亞和呼羅珊的發展達到頂峰，是撒馬爾罕歷史的黃金時代。在帖木兒帝國時期，建築傳統得到了進一步發展，許多建築古蹟一直保存至今。由於科學和藝術的發展，這一時期也被稱為「帖木兒文藝復興」。巴布爾是帖木兒的後裔，隨著大蒙古帝國在印度的建立，帖木兒王朝得以延續。
帖木兒帝國對亞塞拜然的建設也沒有被忽視。在帖木兒帝國期間，新的突厥人繼續向亞塞拜然遷移。這些遷移對亞塞拜然人民和語言的形成產生了影響。因此，在遺傳基礎上，亞塞拜然文的方言分為兩部分：烏古茲（分布在東部和南部）和欽察（分布在西部和北部）。這些方言有一些語音和詞彙上的差異。語言學家奧列格·穆德拉克使用語言年代學的方法得出的結論是：亞塞拜然文及其所有方言（努哈方言除外）的形成可以追溯到1360年代，即帖木兒帝國時期。另一個例子是德國歷史學家古斯塔夫·西奧多·保羅的作品。他在他的著作中寫道：「這些白皮膚的韃靼人認為自己是成吉思汗和帖木兒的後裔；他們將永遠記住他們祖先的強大力量和他們腳下的廣闊領土。」今天，烏茲別克人繼承了帖木兒帝國。察合台语在帖木兒帝國時期，上升到新的文化語言的水平，在現代烏茲別克文化的形成中發揮了重要作用。Castin Marozzi Tamerlan在他的書中，將魯伊·岡薩雷斯·德克拉維霍大使對帖木兒帝國狀態的描述，與現代烏茲別克的城市生活進行了比較。烏茲別克獨立之後，帖木兒本身再次成為人們關注的焦點。1993年9月1日，在烏茲別克獨立日期間，總統伊斯蘭·卡里莫夫在塔什干為帖木兒紀念碑揭幕。1996年，在帖木兒660週年誕辰之際，塔什干開設了一座獻給這位征服者的博物館，並成立了「帖木兒教團」。